# Danh sách cuộc biểu tình tại Hồng Kông tháng 7 năm 2019
Đây là danh sách các cuộc biểu tình chống dự luật dẫn độ Hồng Kông trong tháng 7 năm 2019.

## Diễn biến: Tháng 7

### Cuộc biểu tình ngày 1 tháng 7

#### Tuần hành dân chủ hàng năm

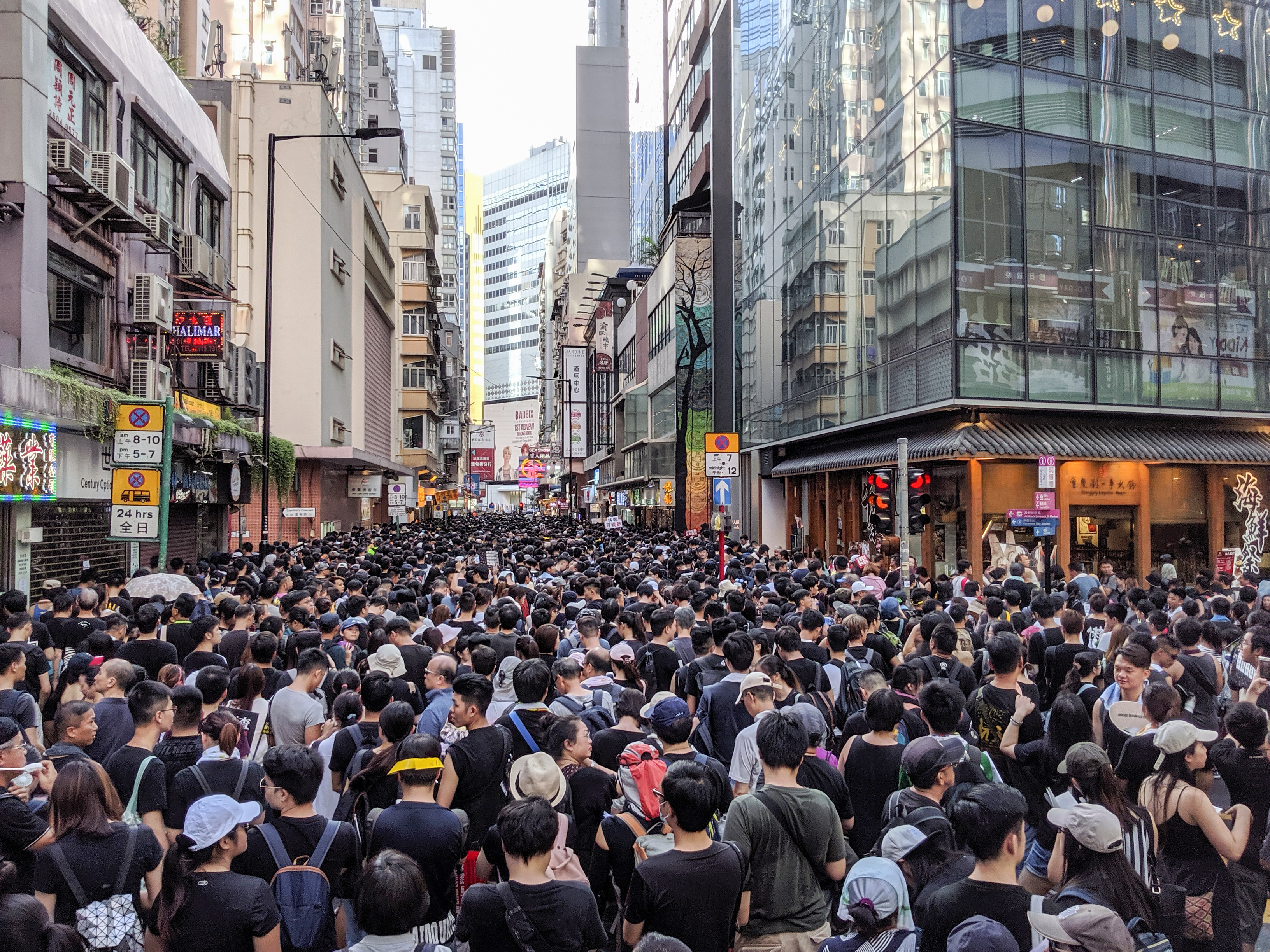
[Cuộc ngày 1 tháng 7 tại quận mua sắm Jardine's Bazaar.

Cuộc tuần hành nhân kỷ niệm 22 năm ngày Anh Quốc chuyển giao chủ quyền Hồng Kông cho Trung Quốc ngày 1 tháng 7 đã nhanh chóng trở thành cuộc đụng độ giữa người biểu tình và cảnh sát. Cuộc tuần hành dân chủ phản đối hàng năm do CHRF tổ chức đã tuyên bố số lượng người kỷ lục là 550.000 trong khi cảnh sát đã ước tính khoảng 190.000; các tổ chức độc lập sử dụng các phương pháp khoa học để tính toán số người tham gia đó trong khu vực là 250.000 người.
Trong buổi lễ chào cờ hàng năm vào buổi sáng bên ngoài Trung tâm Triển lãm và Hội nghị Hồng Kông, cảnh sát đã sử dụng bình xịt hơi cay và dùi cui để trấn áp việc gây gián đoạn của những người biểu tình. Trước cuộc tuần hành, thanh niên đã bắt đầu bao vây tòa nhà Hội đồng Lập pháp (LegCo). Do sự khốc liệt ở Hội đồng Lập pháp, điểm đến của cuộc tuần hành đã được chuyển hướng đến đường Chater ở Trung tâm.

#### Cơn thịnh nộ ở LegCo

Cờ Hồng Kông với nền đen – Hoa dương tử kinh đen – sử dụng bởi người biểu tình.

Vào khoảng 9 giờ tối giờ địa phương, hàng trăm người biểu tình đã xông vào cơ quan lập pháp sau khi phá vỡ các bức tường kính và cửa kim loại của tòa nhà. Họ đeo khẩu trang, mặt nạ phòng độc và mũ bảo hộ đề phòng sự đáp trả của cảnh sát. Những người biểu tình đã làm hỏng chân dung của các cựu chủ tịch thân Bắc Kinh của Hội đồng Lập pháp, những khẩu hiệu được phun sơn như "Chính ông đã dạy tôi những cuộc tuần hành ôn hòa nhưng không thành" và "Không có kẻ bạo loạn, chỉ có sự cai trị chuyên chế", đập vỡ đồ đạc, làm mất khu huy Hồng Kông, vẫy cờ Union Jack và treo cờ Hồng Kông khi còn thuộc địa. Đồng thời, những người biểu tình treo biển hiệu và lắp đặt rào chắn, cảnh báo những người khác để bảo vệ các vật thể văn hóa và không làm hỏng sách trong thư viện trong khi phản đối. Cảnh sát bắt đầu sử dụng hơi cay để giải tán những người biểu tình xung quanh LegCo lúc 12:05 sáng và vào tòa nhà 15 phút sau. Ở phía bên trong, cảnh sát cũng đáp trả bằng hơi cay và khuyên giải chấm dứt hành động thông qua một tấm vải màu đỏ. Trước đó, chưa rõ bằng cách nào, từ đêm qua (30 tháng 6), những người biểu tình Hong Kong đã thay quốc kỳ Trung Quốc trước trụ sở Hội đồng lập pháp Hồng Kông bằng một lá cờ màu đen treo rủ. Điều này được cho là để bày tỏ nỗi tức giận và thương tiếc của họ trước cái gọi là "Một quốc gia, hai chế độ".
Người biểu tình đổ lỗi cho việc chiếm đóng và hành vi gây thiệt hại tài sản là kết quả của việc "thiếu phản ứng tích cực với công chúng" của bà Lâm. Cũng có báo cáo rằng những cái chết do tự tử cũng làm dấy lên sự tức giận và tuyệt vọng của những người biểu tình, cũng góp phần vào cuộc biểu tình vào ngày 1 tháng 7.
Lâm Trịnh Nguyệt Nga đã tổ chức một cuộc họp báo lúc 4 giờ sáng nói rằng bà thừa nhận cuộc tuần hành ôn hòa và có trật tự, nhưng lên án mạnh mẽ "bạo lực và phá hoại bởi những người biểu tình xông vào tòa nhà Hội đồng Lập pháp". Tuy nhiên, bà Lâm đã né tránh những câu hỏi liên quan đến các cái chết gần đây và chính phủ đã bỏ những câu hỏi chưa được trả lời ra khỏi bảng câu hỏi chính thức, một hành động bị Hội Nhà báo Hồng Kông chỉ trích vì cản trở quyền được biết của công chúng. Bộ phận dịch vụ thông tin trả lời rằng bảng câu hỏi được phát hành không phải là "nguyên văn". Đến đầu ngày 5 tháng 7, đã có ít nhất 66 vụ bắt giữ và các cáo buộc chính thức đầu tiên liên quan đến vụ việc.
Sau cuộc biểu tình, những người biểu tình và các nhà lập pháp đã lên án cảnh sát Hồng Kông vì đã cố tình cho phép người biểu tình đâm vào cửa kính và cửa sổ của LegCo trước ống kính máy quay và đoàn làm phim truyền hình trong nhiều giờ, mà không có bất kỳ vụ bắt giữ nào. Một nhà báo của tờ The New York Times đã nhận xét về sự vắng mặt "đáng chú ý [và] đáng ngại" của cảnh sát và đặt câu hỏi về việc thiếu hành động để ngăn chặn cơ quan lập pháp bị tấn công, khẳng định rằng lực lượng cảnh sát "không còn thấy mục đích của mình là duy trì trật tự công cộng và thay vào đó, thực hiện chương trình nghị sự chính trị của chính phủ." Cảnh sát giải thích rằng quyết định rút lui của họ là sau khi "xem xét một số yếu tố." Tuy nhiên, các nhà quan sát đã khẳng định rằng đó là để thao túng dư luận và đổ lỗi người biểu tình.
Phương tiện truyền thông bao gồm CNN và The Guardian lưu ý rằng những người phản đối thông điệp đã phun lên tường hoặc thể hiện bằng các biểu ngữ, đặc biệt là cụm từ "Nếu chúng tôi cháy, mấy người cũng sẽ cháy cùng chúng tôi!" ("If we burn, you burn with us!") từ tiểu thuyết Mockingjay của Suzanne Collins và bộ phim chuyển thể của nó, đã gói gọn sự tuyệt vọng của người biểu tình và phản ánh sự bi quan và lập trường cứng rắn của họ, điều này trái ngược hoàn toàn với những gì xảy ra trong Phong trào Ô dù năm 2014.

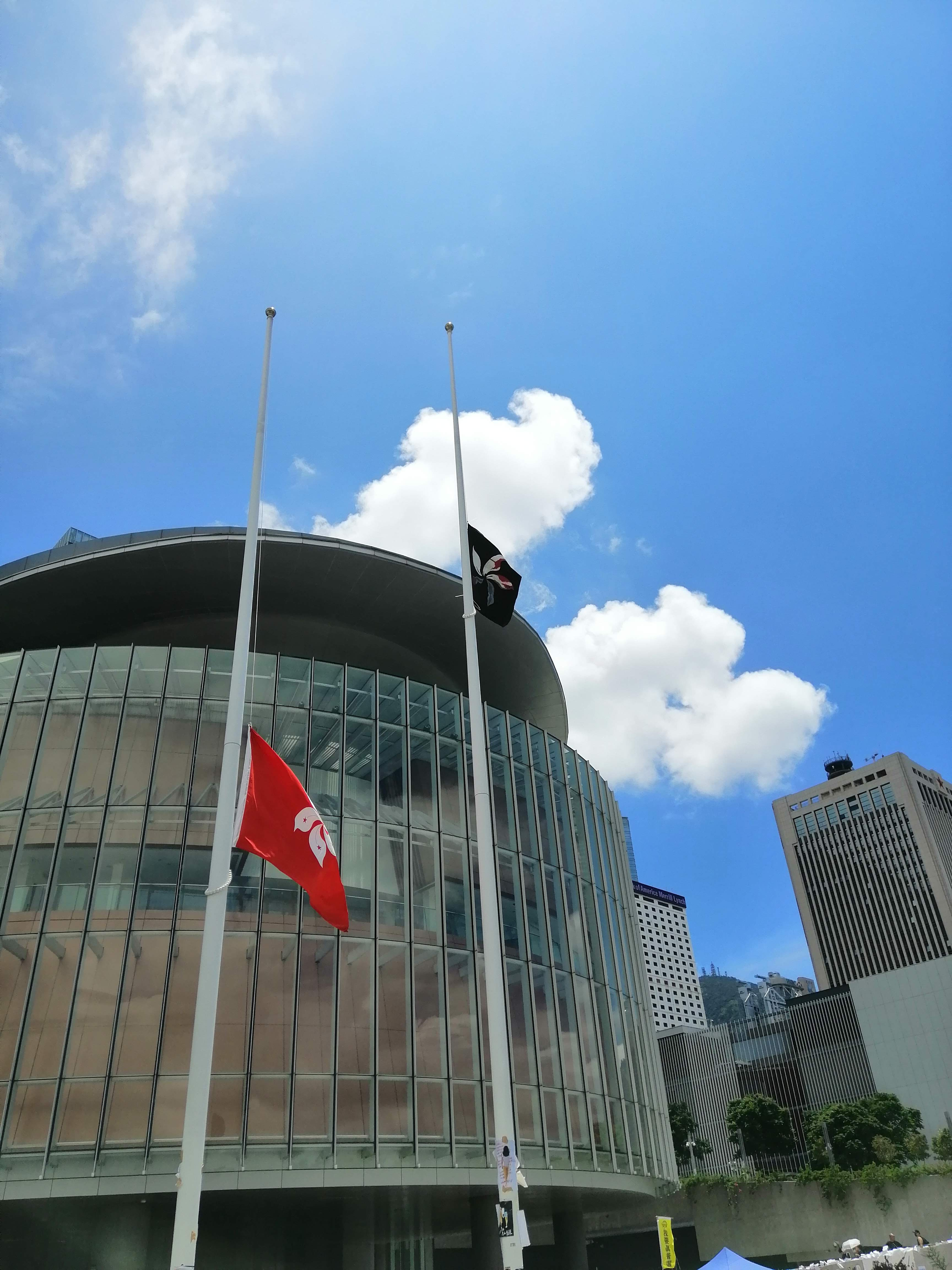
Hoa dương tử kinh đen được người biểu tình treo, bay tại Tòa nhà LegCo.
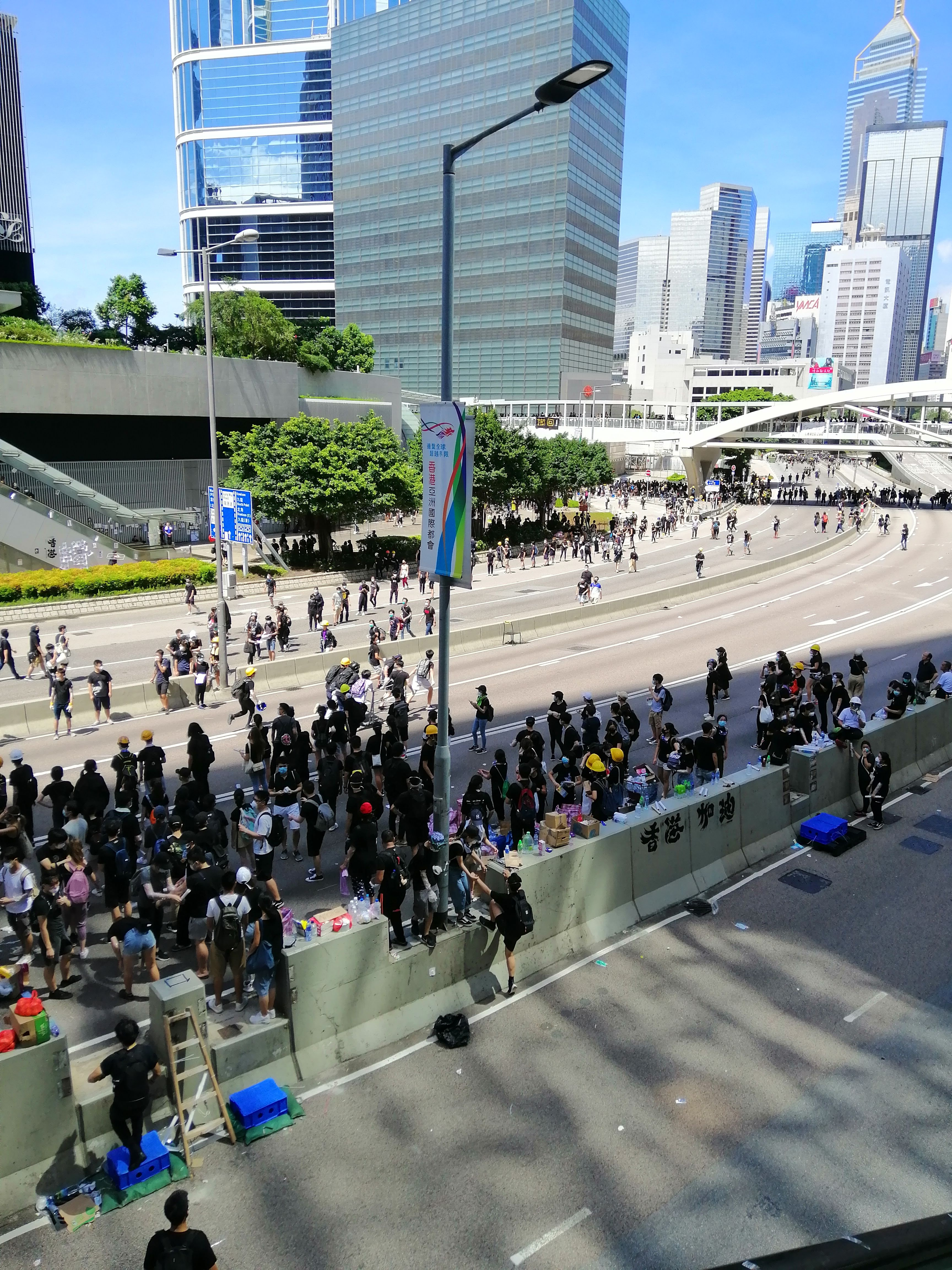
Người biểu tình chiếm đường Harcourt vào buổi chiều.
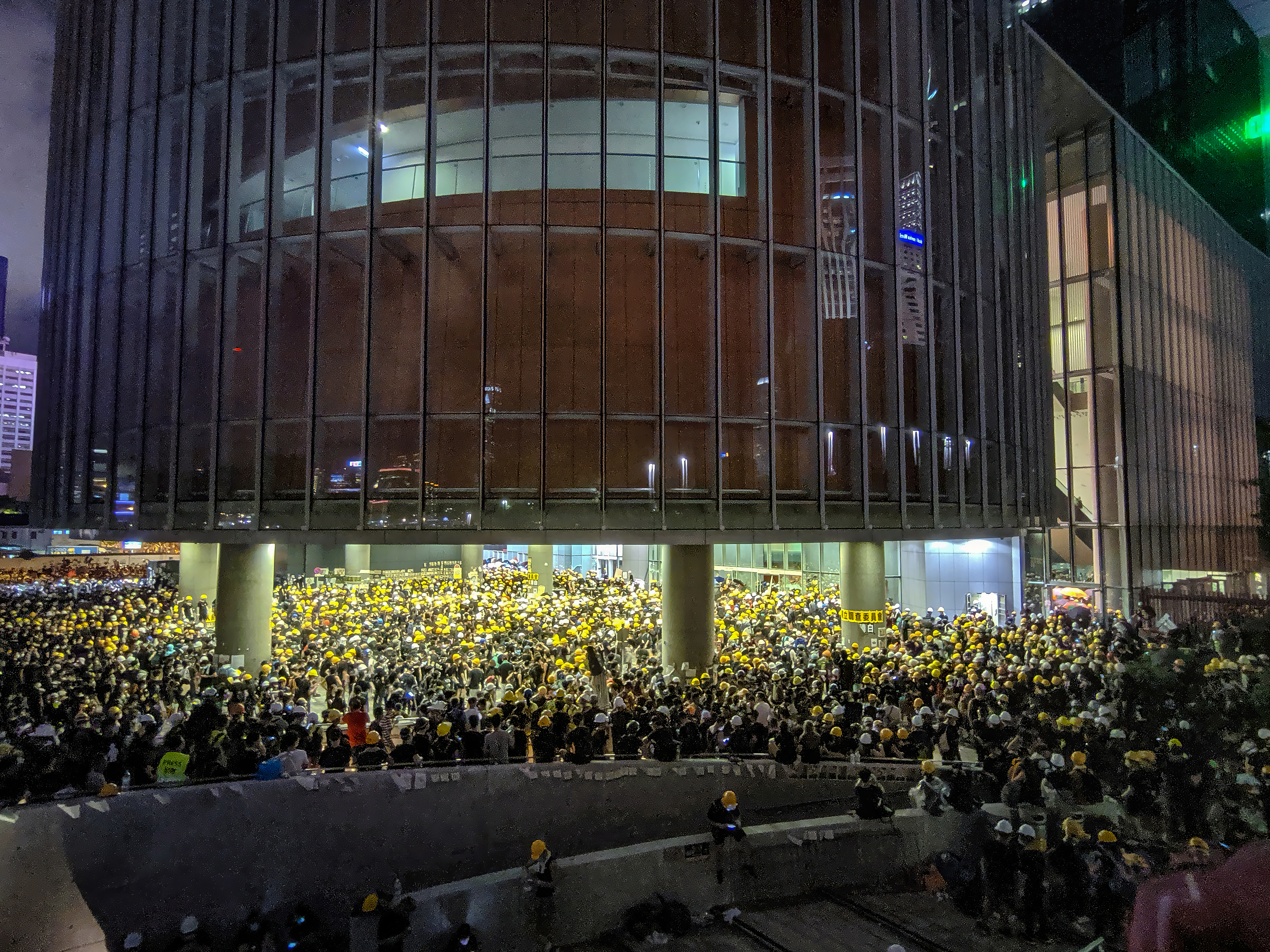
Hàng trăm người biểu tình gần Tòa nhà LegCo đội mũ bảo hộ vào ban đêm.
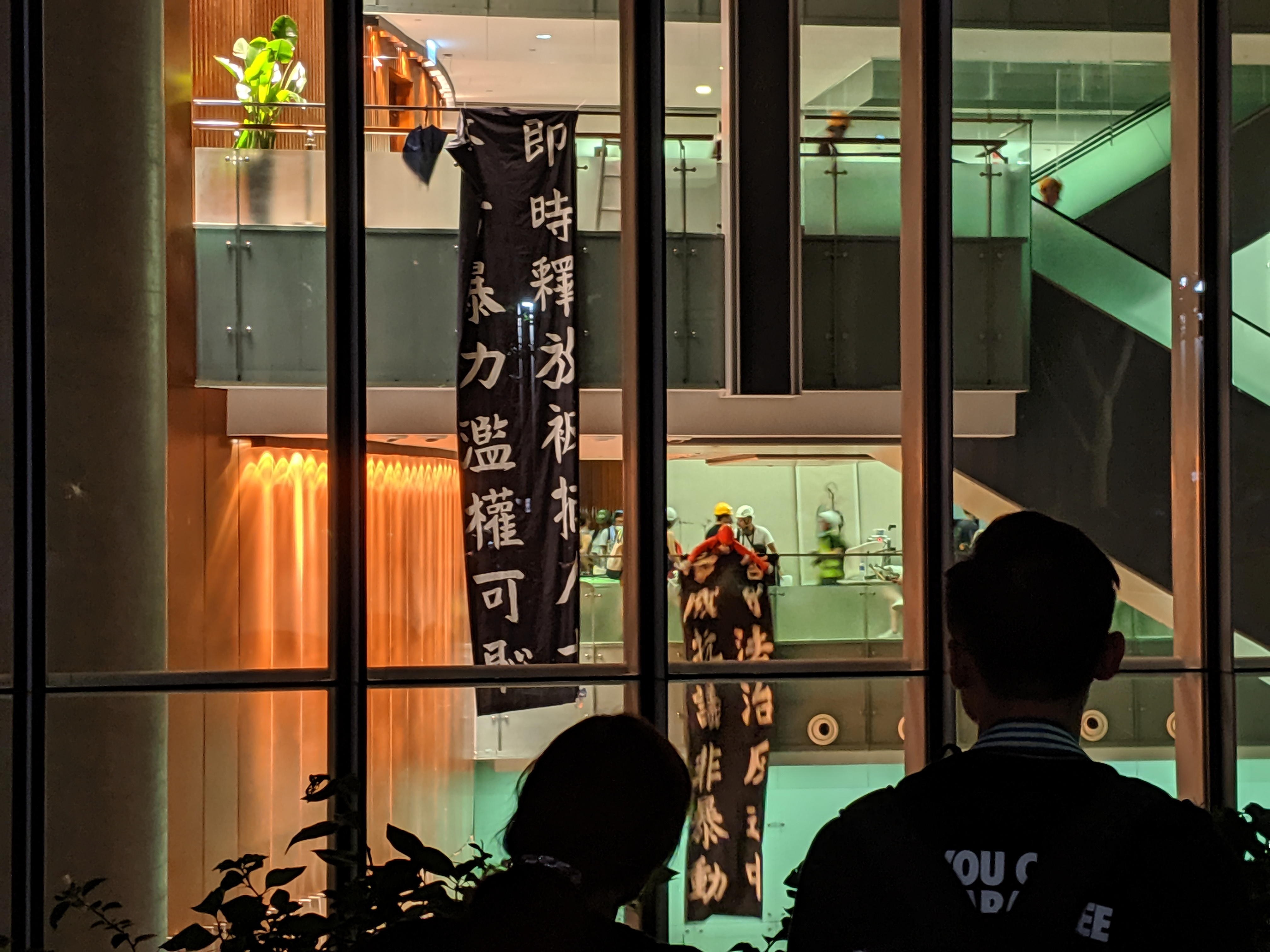
Người biểu tình bên trong Tòa nhà LegCo vào ban đêm.
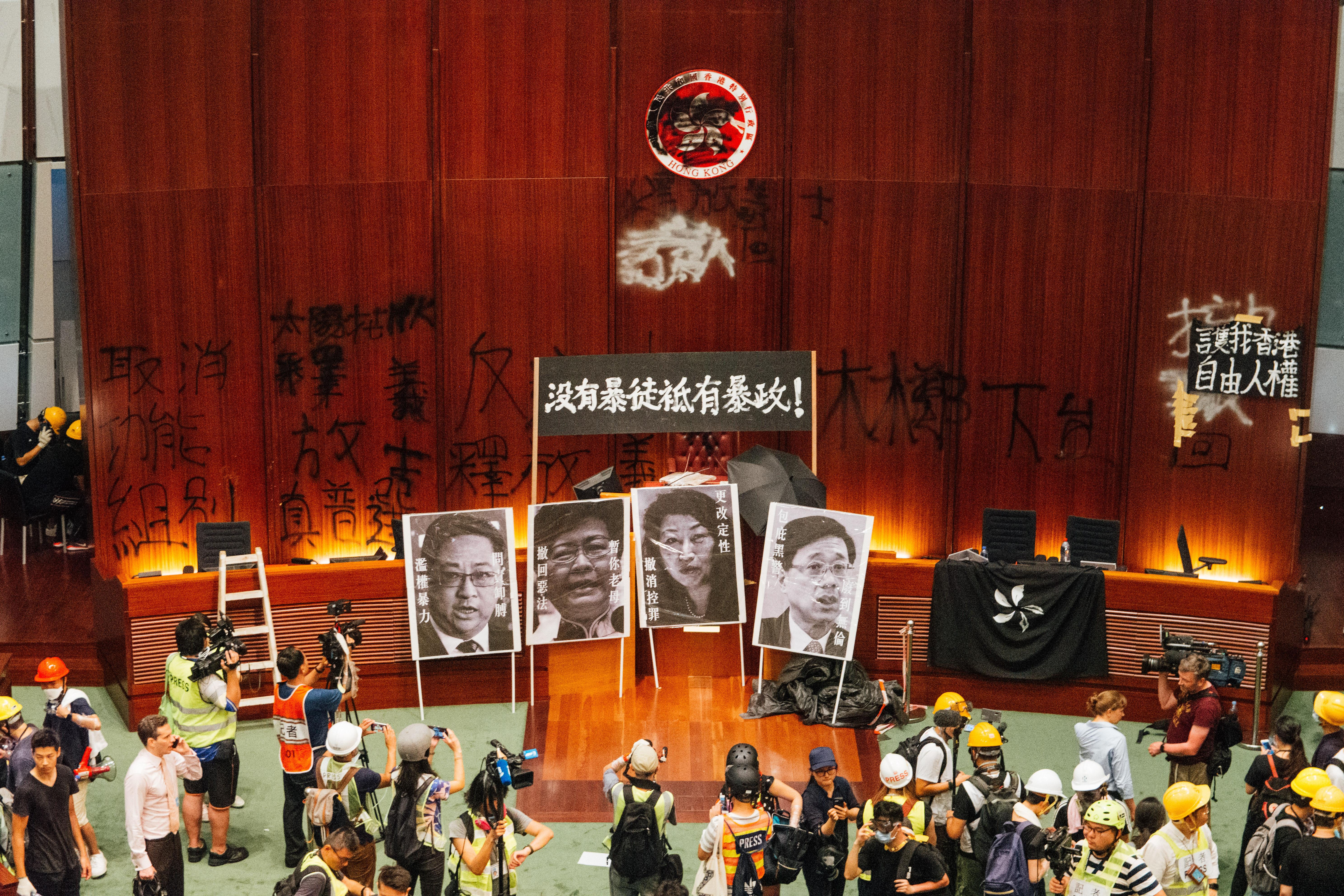
Tình hình của Phòng hội nghị ở LegCo sau khi những người biểu tình rời đi.

#### Tuyên bố Kim Chung
Từ trong Hội đồng Lập pháp bị chiếm đóng, các tuyên ngôn mới với mười điểm đã được trình bày, kêu gọi tự do và dân chủ hơn và độc lập khỏi ảnh hưởng chính trị của Bắc Kinh. Brian Lương Kế Bình, nhà hoạt động sinh viên 25 tuổi, người trình bày tuyên bố này, sau đó nói: "Khi cảnh sát tiến lại gần hơn, sau khi cân nhắc, hầu hết quyết định chấm dứt cuộc bao vây. Tôi tình nguyện đứng trước máy ảnh để đọc các yêu cầu chính của người biểu tình. Điều cuối cùng tôi muốn thấy... là không có yêu cầu rõ ràng nào được đặt lên bàn." Do rủi ro bị bắt giữ, anh ta tháo mặt nạ, sau đó nói rằng "Người Hồng Kông không còn gì để mất. Người Hồng Kông không thể [đủ khả năng] để mất thêm nữa."

### Ngày 5 tháng 7: Những người mẹ biểu tình ngồi
Vào tối thứ Sáu, một cuộc biểu tình của bà mẹ lần thứ hai đã xảy ra tại Chater Garden ở khu Trung tâm. Theo các nhà tổ chức, khoảng 8.000 người đã tham dự, trong khi cảnh sát trích dẫn 1300 người tham dự. Việc tập hợp các bà mẹ và đồng minh đã chia sẻ tình đoàn kết với những người biểu tình trẻ tuổi và lên án chính phủ thờ ơ với yêu cầu của người dân Hồng Kông. Một bà mẹ thề rằng: "Nếu họ không thả những người trẻ tuổi, chúng tôi sẽ tiếp tục nổi bật."

### Ngày 7 tháng 7 Tuần hành Tiêm Sa Chủy

#### Cuộc biểu tình ban ngày

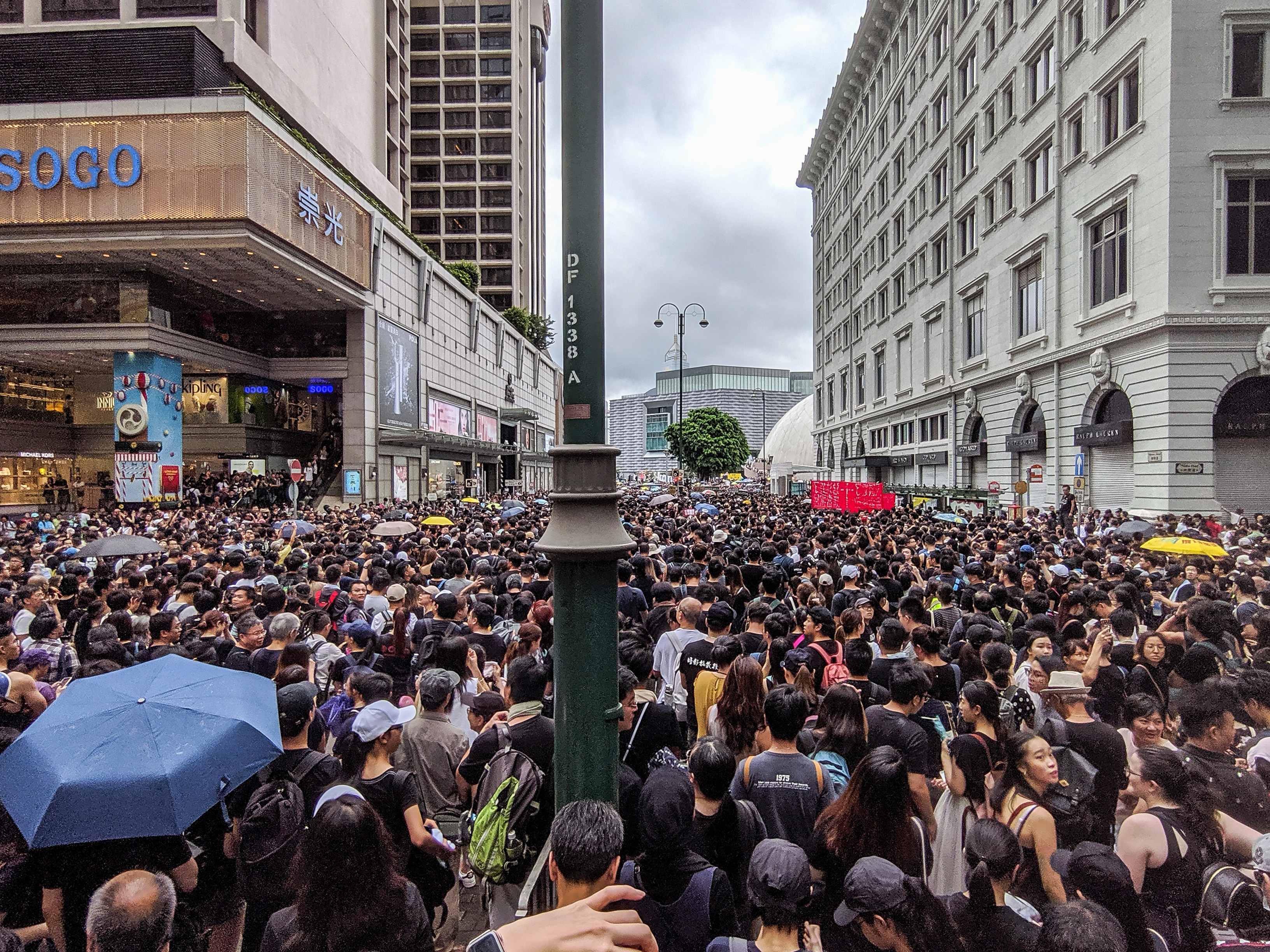
Hàng chục ngàn người biểu tình ở đường Nathan vào ngày 7 tháng 7.

Cuộc biểu tình dự luật chống dẫn độ đầu tiên ở phía Cửu Long của Hồng Kông được tổ chức vào ngày 7 tháng 7 tại Tiêm Sa Chủy. Trước cuộc tuần hành, các nhà tổ chức đã hứa rằng đó sẽ là một cuộc biểu tình hòa bình.
Cuộc biểu tình bắt đầu từ Salisbury Garden lúc 3:30 chiều, hướng đến trạm MTR Tây Cửu Long. Cuộc tuần hành kết thúc vào khoảng 7 giờ tối. Cuộc tuần hành sau đó đã chính thức được kết thúc vào lúc 7:30 tối. Nhà tổ chức ước tính hơn 230.000 người tuần hành, trong khi cảnh sát chỉ ước tính khoảng 56.000.

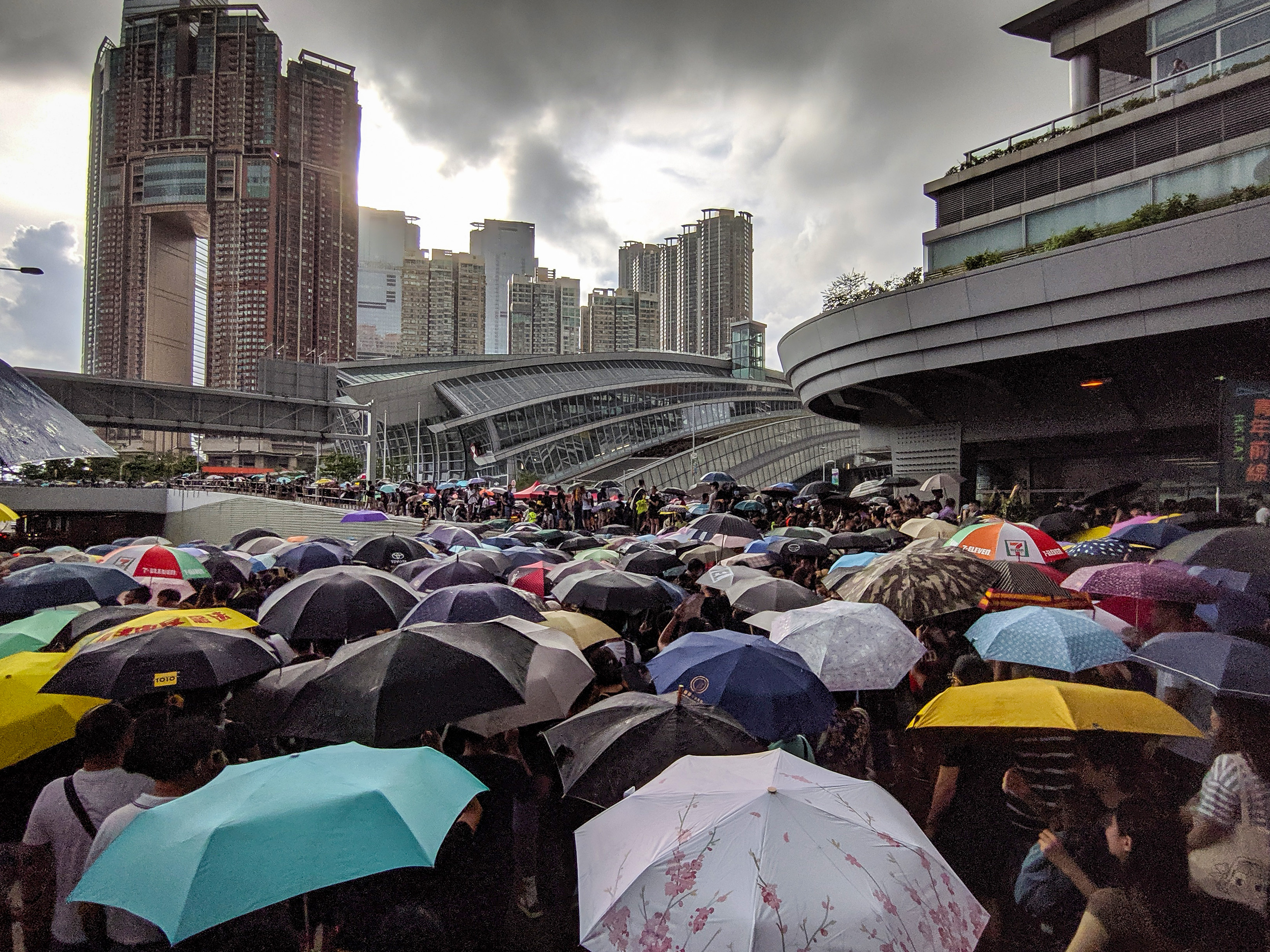
Người biểu tình đến nơi bắt đầu cuộc tuần hành, nhà ga Tây Cửu Long.

Người biểu tình diễu hành dọc theo đường Nathan và đường Canton, họ hướng tới du khách đến từ Trung Quốc đại lục, nhằm truyền đi thông điệp về dự luật dẫn độ gây tranh cãi thời gian vừa qua. Phía tổ chức của cuộc biểu tình cho biết họ muốn giải thích động cơ của mình với người Trung Quốc đại lục bằng các tập sách nói về dự luật dẫn độ bằng tiếng Trung giản thể được phân phát cho khách du lịch đại lục, nơi các thông tin về Hồng Kông trong suốt thời gian qua bị giới hạn gắt gao. Khoảng 200 người biểu tình gần bến phà của Trung tâm thành phố Hồng Kông Trung Quốc, tụng kinh bằng tiếng phổ thông và kêu gọi người mua sắm tham gia biểu tình.
Để phòng ngừa, rào chắn nước cũng đã được cảnh sát thiết lập, với các trạm kiểm soát để xác nhận danh tính của hành khách; Tập đoàn MTR đã ngừng bán vé cho các chuyến đi trong thời gian giữa trưa. Người biểu tình và người dân lên án hành động này, phàn nàn nó không cần thiết và không hợp lý. Đây là cuộc biểu tình lớn nhất ở Hồng Kông chỉ được huy động bởi cư dân mạng và ở khu vực Cửu Long cho đến nay.

#### Cuộc đụng độ vào ban đêm
Sau khi kết thúc cuộc tuần hành lúc 7:30 tối, khoảng 300 người biểu tình rời khỏi nhà ga và đi đến đường Canton một lần nữa. Họ tiến lên đường Nathan và đến Vượng Giác để tìm cảnh sát canh chừng trên đường Sơn Đông. Cảnh sát chống bạo động, hầu hết trong số họ từ chối hiển thị số nhận dạng hoặc thẻ cảnh sát, đã tấn công người biểu tình và nhà báo như nhau. Đến cuối đêm, ít nhất sáu vụ bắt giữ đã được thực hiện. Ngày hôm sau, nhà lập pháp Lâm Trác Đình yêu cầu một cuộc điều tra độc lập về hành vi của cảnh sát, kêu gọi xem xét lại video có thể cho thấy việc sử dụng vũ lực quá mức và tuyên bố rằng việc không có thẻ hiển thị rõ ràng có thể là vi phạm pháp luật.

#### Phát biểu của bà Lâm ngày 9 tháng 7
Ngày 9 tháng 7, phát biểu trong cuộc họp báo, Trưởng đặc khu Lâm Trịnh Nguyệt Nga cho biết dự luật dẫn độ gây nhiều tranh cãi những tuần qua hiện "đã chết". Chính quyền hiện không có kế hoạch nhằm tái khởi động quá trình thảo luận dự luật. Bà thừa nhận những xúc tiến của chính quyền đối với dự luật này đã "hoàn toàn thất bại". Tuy nhiên những người biểu tình vẫn chưa hài lòng vì cho rằng bà chỉ đang chơi chữ và không dùng chính xác cụm từ "rút lại hoàn toàn" dự luật. Người biểu tình đòi hỏi bà Lâm phải sử dụng cụm từ "rút lại hoàn toàn" thay vì những từ ngữ khác. Nhóm có vai trò chính trong việc tổ chức các cuộc biểu tình phản đối dự luật dẫn độ cho biết họ sẽ tổ chức các cuộc biểu tình mới và công bố cụ thể kế hoạch vì không công nhận cam kết của bà Lâm là dự luật "đã chết". Hiện cả đôi bên chưa tìm được tiếng nói chung. Những người ủng hộ chính quyền cho rằng không nên câu nệ chữ nghĩa mà hãy nhìn về phía trước.

#### 10 tháng 7 cuộc biểu tình tiếp theo
Vào ngày 10 tháng 7, hai cuộc biểu tình đã được tổ chức bên ngoài Trụ sở cảnh sát Loan Tễ. Xung quanh là 12 người biểu tình từ Đảng Lao động dân chủ kêu gọi cảnh sát mở cuộc điều tra hình sự. Những người biểu tình trình bày bằng chứng năm đoạn phim video cố tình cho thấy cảnh sát tấn công người biểu tình ngay cả sau khi họ đã bị dồn vào thế bị động. Tuy nhiên, họ đã được chuyển đến đơn vị điều tra nội bộ của lực lượng - Văn phòng Khiếu nại Chống lại Cảnh sát. Khoảng một chục người phản đối từ nhóm ủng hộ độc lập chống tiền ngầm, chống độc lập Hồng Kông đã đệ trình một báo cáo của cảnh sát tuyên bố rằng các nhà lập pháp ủng hộ dân chủ: Jeremy Đàm, Âu Nặc Hiên và Roy Quảng có liên quan đến các vụ đụng độ đêm dữ dội.

### Ngày 10 tháng 7 Bức tường Lennon ở Du Đường
Vào ngày 10 tháng 7, một vài thanh niên đã xây dựng Bức tường Lennon tạm thời trên một cây cột bên ngoài lối ra MTR ở Du Đường. Họ nhanh chóng bị bao vây và đe dọa bởi hàng chục cư dân chính phủ trung niên hầu hết bị nghi ngờ là cảnh sát làm nhiệm vụ từ Tòa án Du Mỹ gần đó, nơi có "khu nhân viên kỷ luật" cho cảnh sát.
Các đám đông tập trung vào ban đêm, sau phát triển thành hàng trăm người. Nhiều vụ ẩu đả sau đó đã nổ ra giữa một trăm cư dân thân chính phủ và một đám đông lớn hơn nhiều để bảo vệ những người trẻ tuổi. Hàng trăm cảnh sát đã đến và tạo thành một tuyến phòng thủ trên cầu thang dẫn từ lối ra MTR. Họ bị buộc tội không ngăn chặn bạo lực của các cư dân thân chính phủ đối với những người trẻ tuổi. Cuộc xung đột kéo dài hàng giờ và không lắng xuống cho đến 1 giờ sáng ngày 11 tháng 7. Ít nhất ba vụ bắt giữ đã được thực hiện, trong đó có hai sĩ quan cảnh sát đã nghỉ hưu vì hành hung chung.

### Ngày 13 tháng 7
Ngày 13 tháng 7, đụng độ nổ ra giữa cảnh sát và người biểu tình sau cuộc biểu tình mới nhất nhắm vào các thương nhân tại biên giới Hồng Kông và Trung Quốc đại lục. Động cơ của cuộc biểu tình lần này là sự phản đối dành cho hoạt động của thương nhân tại đây.

### 14 tháng 7 Tuần hành Sa Điền

#### Cuộc biểu tình ban ngày
Vào buổi chiều, cuộc biểu tình dự luật chống dẫn độ đầu tiên ở phía Lãnh thổ mới của Hồng Kông đã được tổ chức vào ngày 14 tháng 7 tại Sa Điền. Cuộc biểu tình bắt đầu từ sân bóng đá đường Thúy Điền gần Xa Công Miếu lúc 3:10 tối, đi qua Bảo tàng Di sản Hồng Kông, hướng đến trạm xe buýt trạm Sa Điền. Người biểu tình hô vang "tất cả năm yêu cầu phải được thực hiện" và "cảnh sát Hồng Kông vi phạm luật". Những người biểu tình đầu tiên đã đến đích vào khoảng 4:45 chiều, và cuộc tuần hành kết thúc lúc 7:15 tối. Nhà tổ chức ước tính có hơn 115.000 người tuần hành, trong khi cảnh sát ước tính khoảng 28.000.

#### Cuộc đụng độ buổi tối
Sau cuộc tuần hành, người biểu tình di chuyển đến các đường phố gần Hồ bơi Câu lạc bộ Sa Điền J Racer. Họ dựng rào chắn và ném các vật thể bao gồm nón và chai vào cảnh sát vào khoảng 5 giờ chiều. Ngay sau đó, khoảng 20 cảnh sát đã phản ứng bằng bình xịt hơi cay. Trong thời gian chờ đợi, những người dân gần đó đã ném những thứ cần thiết, bao gồm chai nước, ô và bọc, để hỗ trợ người biểu tình. Vào lúc 6 giờ chiều, hàng chục sĩ quan tiến lại gần người biểu tình nhưng giữ khoảng cách, đồng thời cảnh báo đám đông rời đi bằng loa. Căng thẳng trỗi dậy khi một sĩ quan cảnh sát cố gắng tháo mặt nạ mà người biểu tình đeo mà không đưa ra thẻ cảnh sát.
Vì ủy quyền theo Thư Không Phản đối đã hết hạn, những người biểu tình chuyển đến trung tâm mua sắm gần đó, New Town Plaza. Lúc 8:55 tối, cảnh sát đã cảnh báo đám đông rằng những người không rời đi họ sẽ phải gặp rắc rối. Mười phút sau, cảnh sát giơ cờ cảnh báo màu đỏ. Vào lúc 10 giờ tối, cảnh sát bắt đầu sử dụng bình xịt hơi cay vào một số người biểu tình ở quảng trường.
Trong khi những người biểu tình đang cố gắng rời khỏi thông qua MTR, cảnh sát chống bạo động đã chặn lối vào của nhà ga từ bên trong trung tâm thương mại. Đồng thời, MTR Corporation thông báo rằng các đoàn tàu sẽ đi qua ga Sa Điền. Cả người biểu tình và người ngoài cuộc đều bị mắc kẹt bên trong quảng trường cho đến khi cảnh sát bắt đầu cho phép mọi người vào ga xe lửa vào tối hôm đó. Sợ rằng những người biểu tình khác sẽ không thể rời đi, một số cá nhân đã đóng cửa tàu lại để đảm bảo rằng tất cả những người biểu tình có thể sơ tán. Sau một số hỗn loạn, vào khoảng 11 giờ tối, MTR thông báo rằng dịch vụ sẽ dần hoạt động trở lại. Người biểu tình sau đó bắt đầu rời đi thông qua MTR và cảnh sát bắt đầu giải tán.
Nhà lập pháp Jeremy Tam đặt câu hỏi về sự cần thiết của cảnh sát để chặn lối vào nhà ga xe lửa và mang lại xung đột có thể tránh được. Nhà lập pháp ủng hộ dân chủ Au Nok-hin, người đã ở đó đêm đó, cũng hỏi tại sao những người biểu tình không có con đường nào để rời đi, và gọi các chiến thuật trị an là "rác rưởi". Nhà lập pháp thân Bắc Kinh mặt khác, tuyên bố những người biểu tình là thủ phạm "các hành vi bạo lực có tổ chức" và tuyên bố rằng "không ai nên xúc phạm cảnh sát [hoặc] làm tổn hại đến tinh thần của họ." Trưởng đặc khu Lâm Trịnh Nguyệt Nga tuyên bố rằng cảnh sát "đã thực hiện sự kiềm chế khi họ bị tấn công bởi những người mà tôi mô tả là 'những kẻ bạo loạn'." Đến cuối đêm, ít nhất 22 người đã phải nhập viện, một số người trong tình trạng nguy kịch và nghiêm trọng; và ít nhất 40 vụ bắt giữ đã được thực hiện.

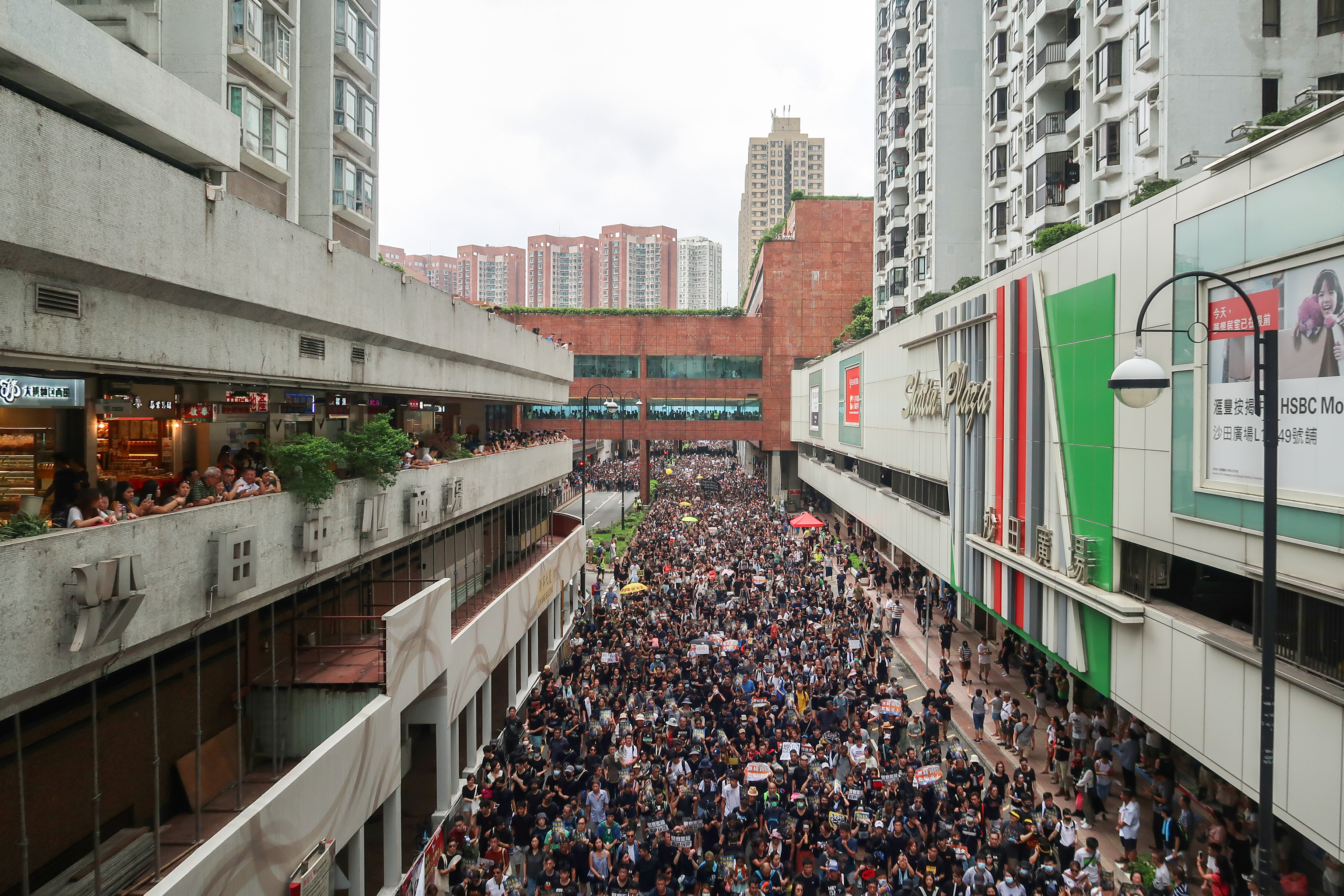
Hàng chục ngàn người tuần hành tại Trung tâm Sa Điền gần New Town Plaza vào ngày 14 tháng 7.
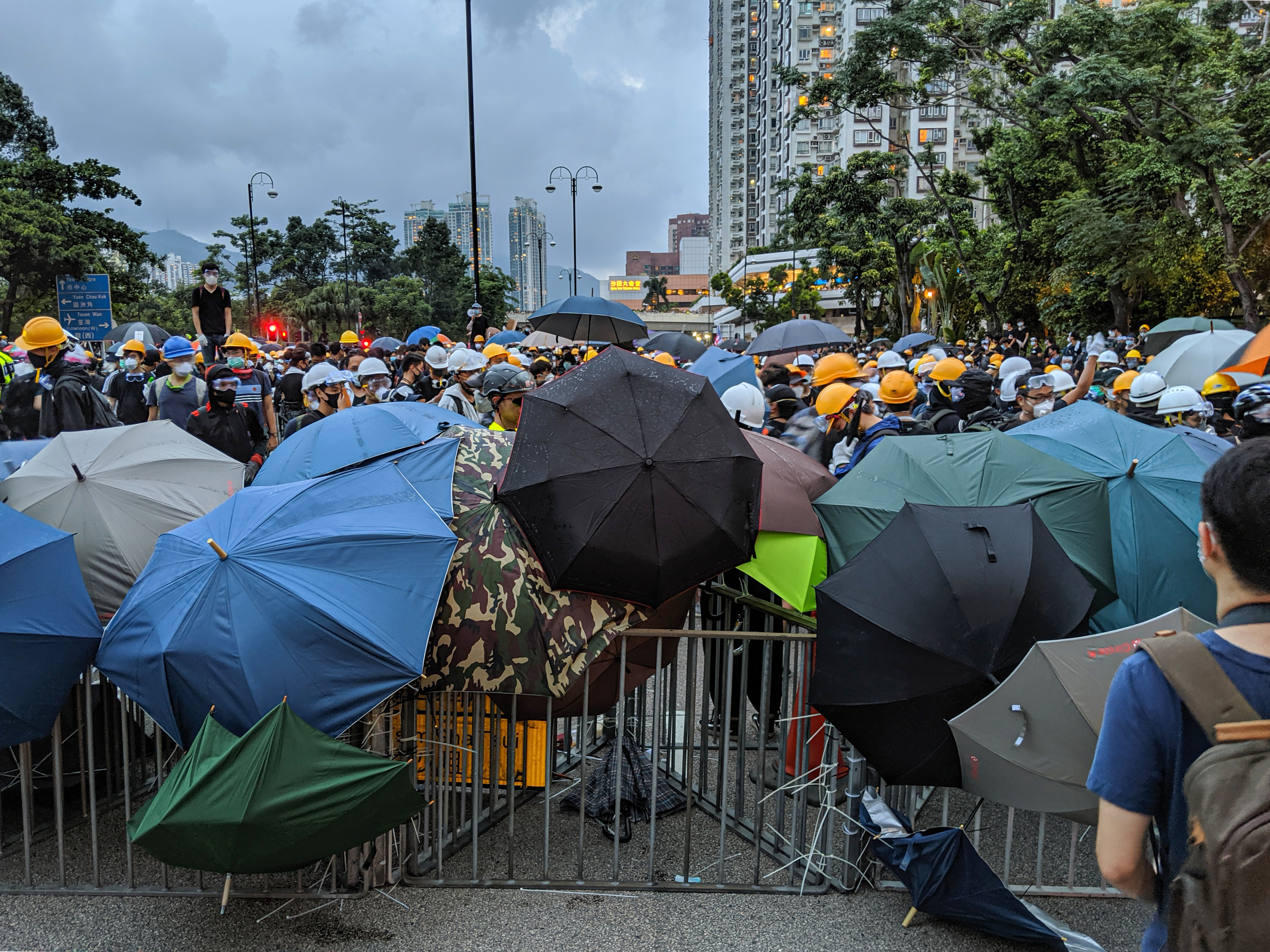
Người biểu tình chắn ngang một đoạn đường
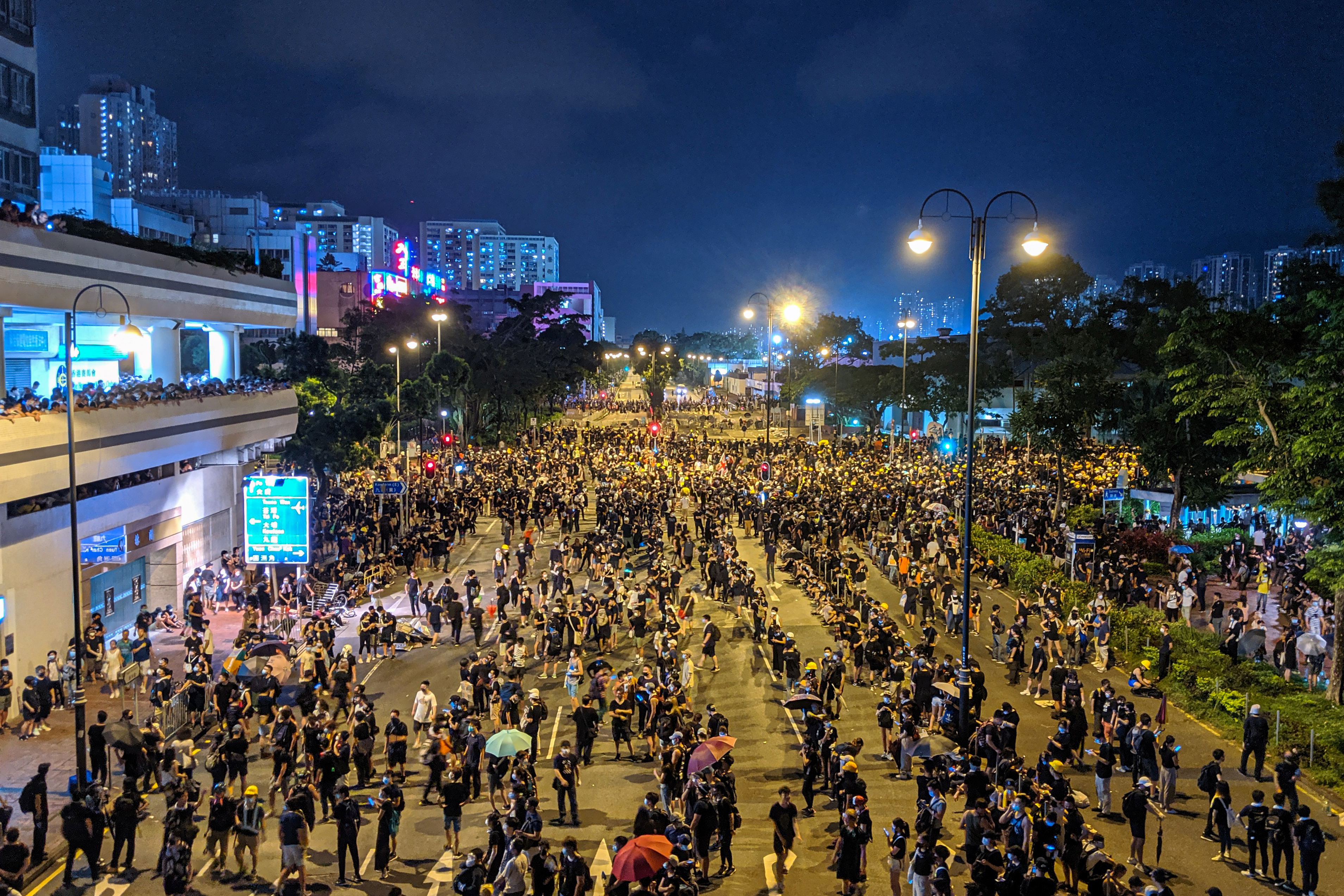
Người biểu tình và cảnh sát gần bể bơi Sa Điền J Racer Club. Đêm 14 tháng 7.

#### Cuộc biểu tình trách nhiệm ngày 15 và 16 tháng 7
Sau cuộc đụng độ tối chủ nhật với cảnh sát tại New Town Plaza, vào tối thứ Hai, khoảng 100 người biểu tình và người dân địa phương đã tập trung tại trung tâm thương mại để kiến nghị chủ sở hữu tài sản về trách nhiệm và sự tham gia của họ trong các sự kiện tối hôm trước. Các nhà hoạt động vây quanh bàn dịch vụ khách hàng để yêu cầu câu trả lời từ Sun Hung Kai Properties. Vào thứ ba, hàng trăm người đã quay lại và yêu cầu câu trả lời, cáo buộc chủ sở hữu tài sản hỗ trợ cảnh sát trong cuộc đột kích dẫn đến nhiều vụ nhập viện và bắt giữ. Người biểu tình hô vang "xấu hổ về Sun Hung Kai vì đã bán hết người Hồng Kông"; nhiều người cũng đi qua trung tâm thương mại và tạo ra Bức tường Lennon với những thông điệp ghi chú sau đó chứa đựng sự bất bình của họ. Trong một bài đăng trên Facebook, ban quản lý trung tâm đã phủ nhận sự liên quan, nói rằng họ đã không mời cảnh sát vào.

### Tuần hành tuyệt thực ngày 15 tháng 7
Vào tối ngày 15 tháng 7, 12 người tuyệt thực (nhiều người trong số họ đã đình công trong hơn 12 ngày), cùng với 2.400 người biểu tình đã diễu hành từ Trung tâm Đô đốc đến nơi ở chính thức của Đặc khu trưởng – Tòa nhà Chính phủ. Họ kêu gọi năm yêu cầu của người biểu tình được trả lời và yêu cầu đối thoại với bà Lâm. Trong khi chờ đợi, những người biểu tình đã tạo ra một bức tường Lennon ở sau bức tường của Tòa nhà Chính phủ. Sau khi chờ đợi hơn một giờ, các nhà hoạt động dân chủ đã rời đi vào khoảng 11 giờ tối và tuần hành trở lại Trung tâm Đô đốc. Lâm Trịnh Nguyệt Nga không xuất hiện.

### 17 tháng 7 Tuần hành của người cao tuổi

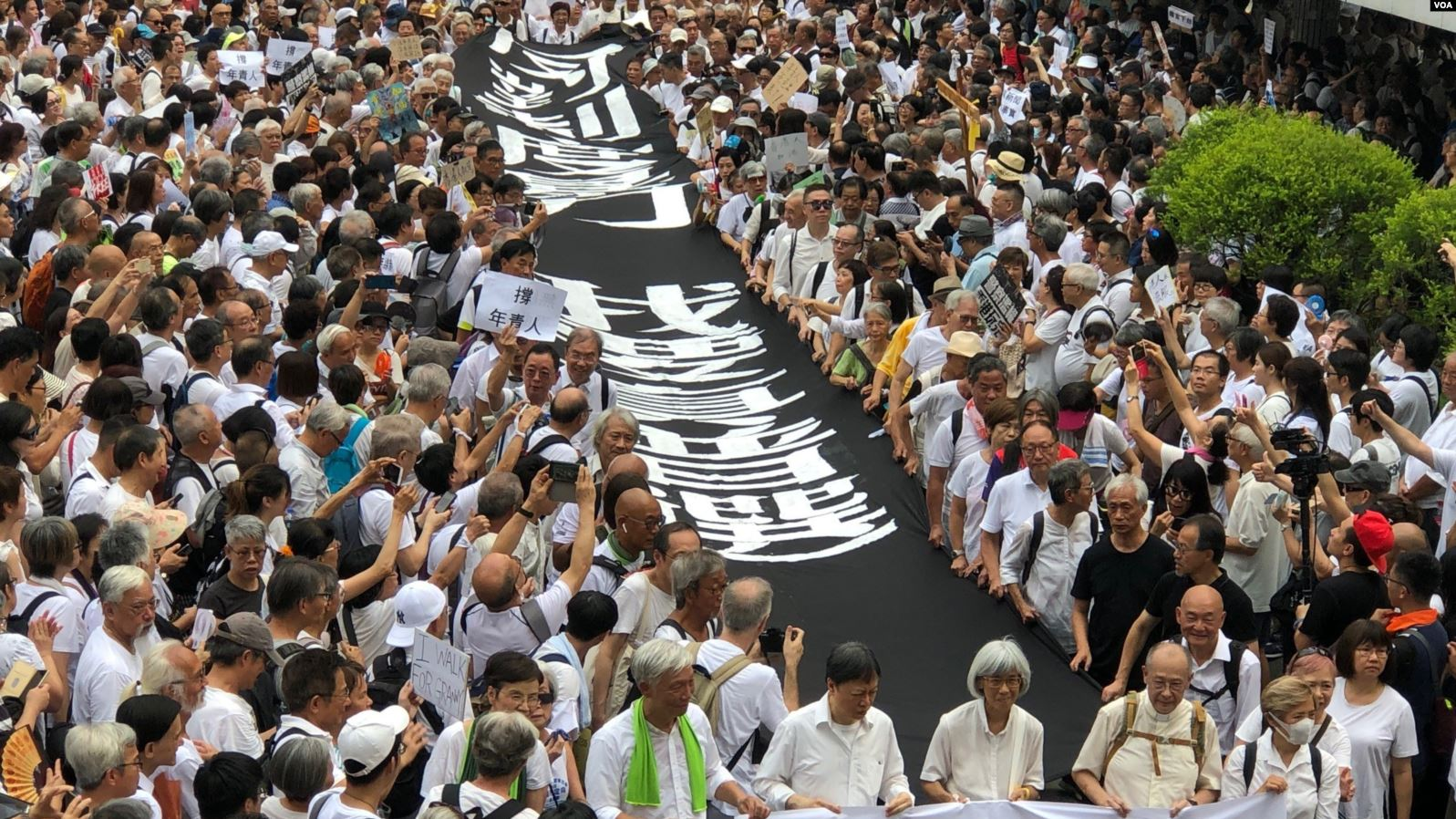
Người cao tuổi tuần hành vào ngày 17 tháng 7 để hỗ trợ các thanh niên trong các cuộc biểu tình dự luật chống dẫn độ.

Ngày 17 tháng 7, có rất đông những người lớn tuổi ở Hồng Kông cùng xuống đường tuần hành, diễu hành từ Vườn Chater đến Khu liên hợp chính quyền trung ương. Trong khi những người tổ chức tuần hành nói có khoảng 9.000 người lớn tuổi tham gia thì cảnh sát nói con số thực chỉ khoảng 1.500 người. Trong cuộc biểu tình "tóc bạc" do Chu Dịu Minh tổ chức, Họ tham gia tuần hành để biểu thị quan điểm ủng hộ giới trẻ, những người thuộc "tuyến đầu" và chiếm số lượng lớn trong các cuộc biểu tình phản đối kéo dài thời gian qua. Họ nhắc lại năm yêu cầu chính của phong trào dân chủ và hy vọng cuộc tuần hành sẽ xóa bỏ định kiến rằng tất cả các công dân đều giữ quan điểm ủng hộ. Mục sư Chu Dịu Minh kêu gọi bà Lâm "ăn năn" và kêu gọi lòng trắc ẩn, yêu cầu bà ngừng chia rẽ xã hội bằng cách hình sự hóa những người biểu tình trẻ tuổi. Dòng người kéo đi với những tấm băng rôn ghi khẩu hiệu: "Hãy ủng hộ những người trẻ tuổi. Hãy bảo vệ Hồng Kong" và khi đến các tòa nhà chính phủ đã viết yêu cầu lên dải ruy băng màu vàng và buộc chúng vào hàng rào kim loại. Hầu hết những người tham gia đều mặc đồ màu trắng. Nữ diễn viên Deanie Ip cũng tham dự, cầm một biểu ngữ có nội dung "Hỗ trợ thanh niên bảo vệ Hồng Kông".

### Tuần hành ngày 21 tháng 7

#### Nhân viên xã hội tuần hành trong im lặng
Năm hiệp hội nhân viên xã hội ở Hồng Kông, bao gồm Liên đoàn Công nhân xã hội Hồng Kông, đã tổ chức một cuộc tuần hành trong im lặng vào ngày 21 tháng 7. Những người biểu tình đã lên án Lâm Trịnh Nguyệt Nga vì đã phớt lờ yêu cầu của mọi người và chuyển trách nhiệm giải quyết xung đột xã hội cho các cố vấn, nhân viên xã hội và các tổ chức phi chính phủ. Theo các nhà tổ chức, khoảng 4.000 người đã tham dự, trong khi cảnh sát tính toán khoảng 1500 người tham dự.

#### Tuần hành CHRF
CHRF tuyên bố rằng cảnh sát đã phê chuẩn một cuộc tuần hành vào Chủ nhật, ngày 21 tháng 7, từ Kim Chung đến Tòa phúc thẩm cuối cùng, bất chấp yêu cầu trước đó của cảnh sát để trì hoãn cuộc tuần hành cho đến tháng 8. Cảnh sát, vì sợ nguy cơ bạo lực gia tăng, đã quy định trong Lá thư Không Phản đối rằng cuộc tuần hành sẽ tránh đi qua Kim Chung và kết thúc tại đường Luard ở Loan Tễ và phải kết thúc không quá nửa đêm vì lý do an toàn công cộng và trật tự công cộng nghiêm ngặt hơn so với những cuộc tuần hành trước. CHRF tuyên bố rằng 430.000 người đã tham dự cuộc biểu tình, trong khi cảnh sát đưa ra con số 138.000.
Một số người biểu tình đã vượt ra khỏi điểm cuối được cảnh sát ủy quyền cho cuộc biểu tình và tuần hành đến Tòa phúc thẩm cuối cùng - đích đến dự định và đến Trung Hoàn khi cảnh sát bắt đầu rút lui. Các con đường lớn ở Kim Chung và khu Trung tâm đã bị người biểu tình chiếm đóng và các hàng rào nước bao quanh Trụ sở Cảnh sát đã bị biến thành Bức tường Lennon. Một số người biểu tình vây quanh Văn phòng Liên lạc Hồng Kông ở Sai Ying Pun, ném trứng và mực đen vào tòa nhà, phun sơn lên các camera an ninh và lấy mất quốc huy Trung Quốc bên ngoài Văn phòng. Một nhóm người biểu tình khác đã phá hoại đồn cảnh sát trung tâm. Vụ ẩu đả nổ ra bên cạnh Trung tâm Shun Tak. Người biểu tình ném chai lọ vào cảnh sát trong khi cảnh sát sử dụng năm viên đạn cao su và 55 hộp hơi cay và 24 quả lựu đạn bọt biển để giải tán người biểu tình. Chính phủ lên án những người biểu tình vì đã bao vây Văn phòng Liên lạc.

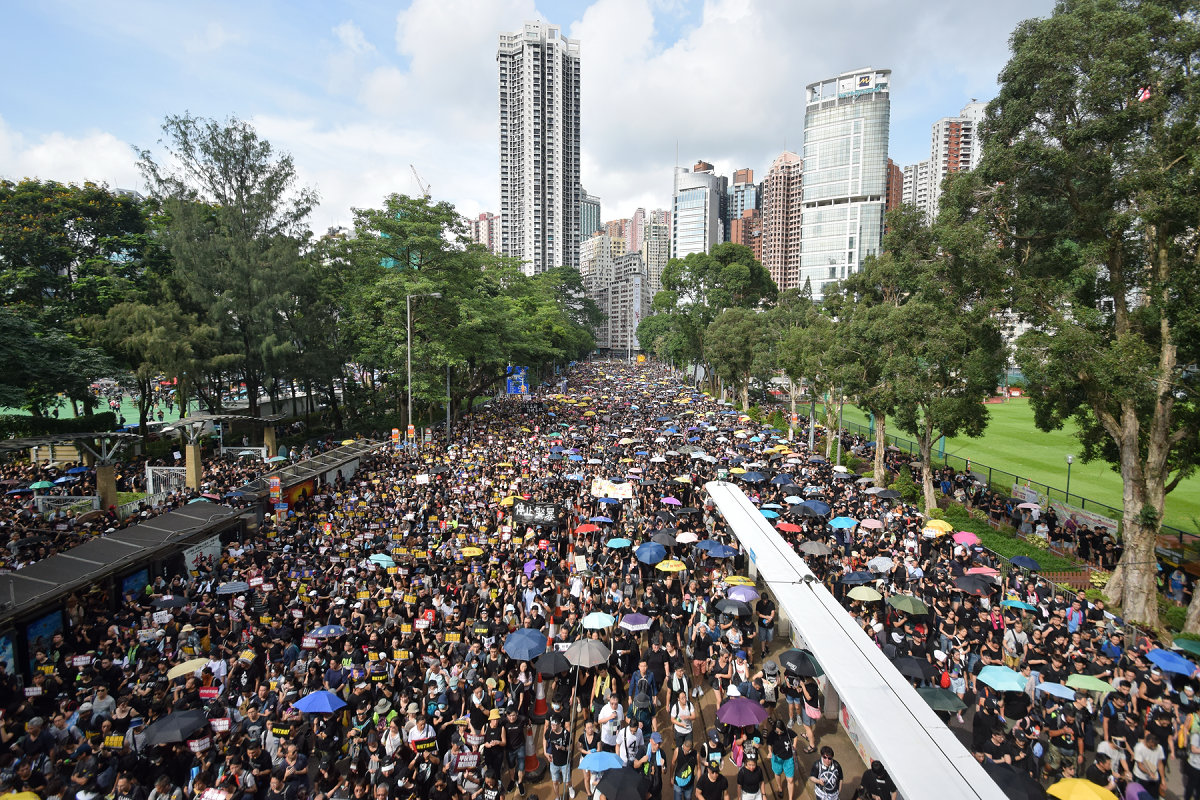
Cuộc tuần hành của CHRF vào buổi chiều.
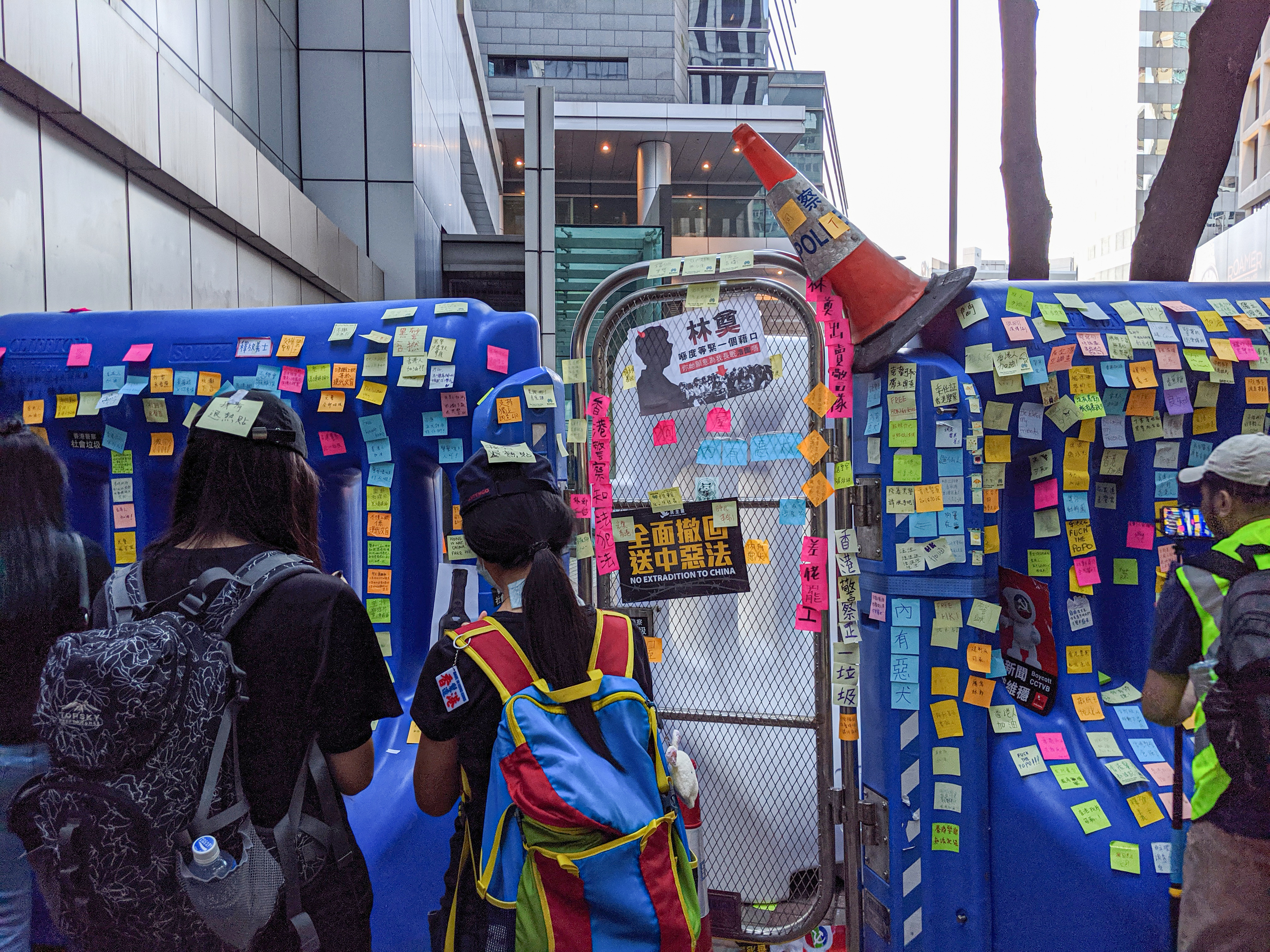
Dán giấy bày tỏ quan điểm lên hàng rào chắn nước do cảnh sát dựng lên.
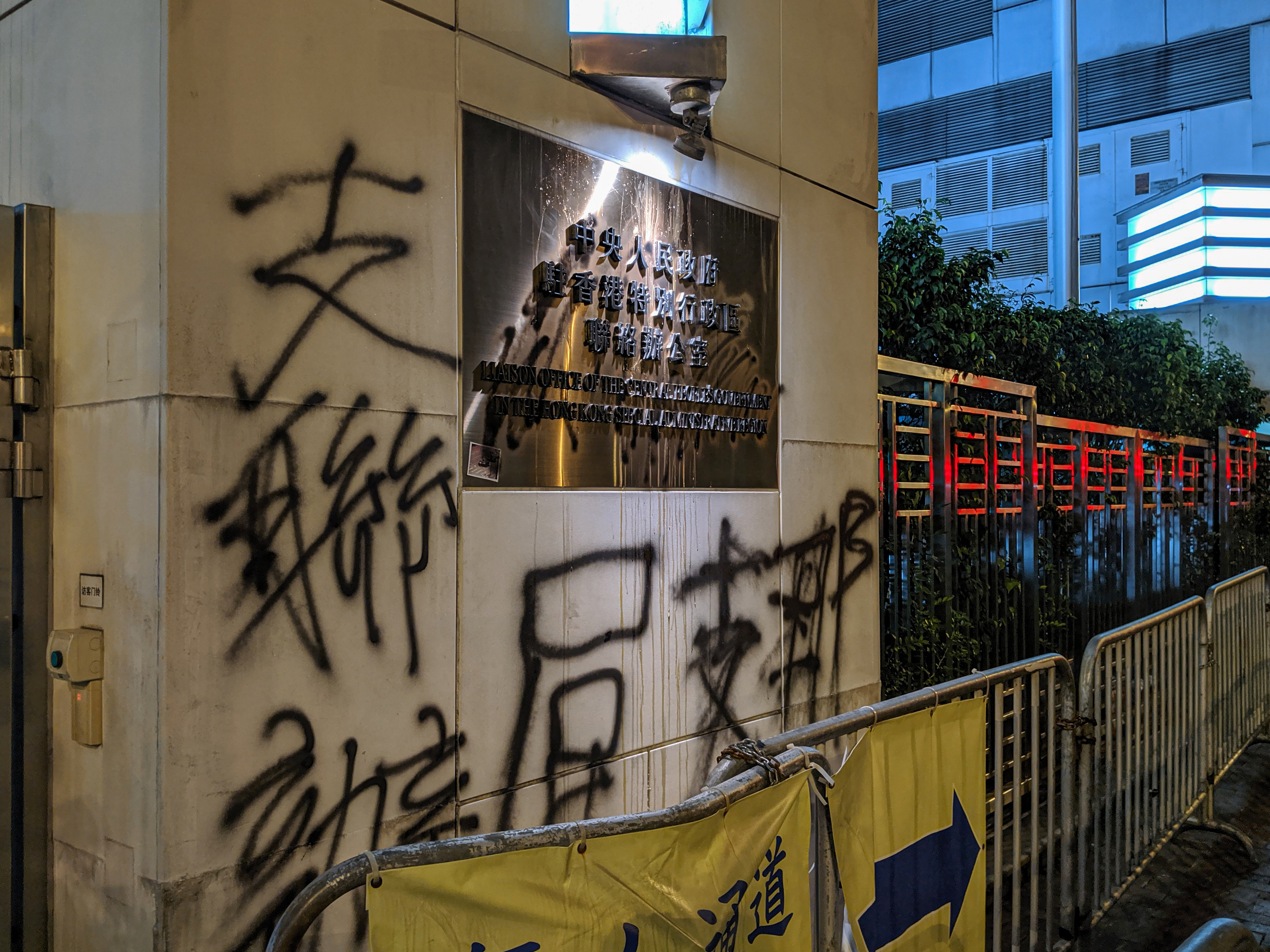
Văn phòng liên lạc của Chính phủ Nhân dân Trung ương sau cuộc biểu tình đã phá hoại với thuật ngữ xúc phạm chống lại Trung Quốc.
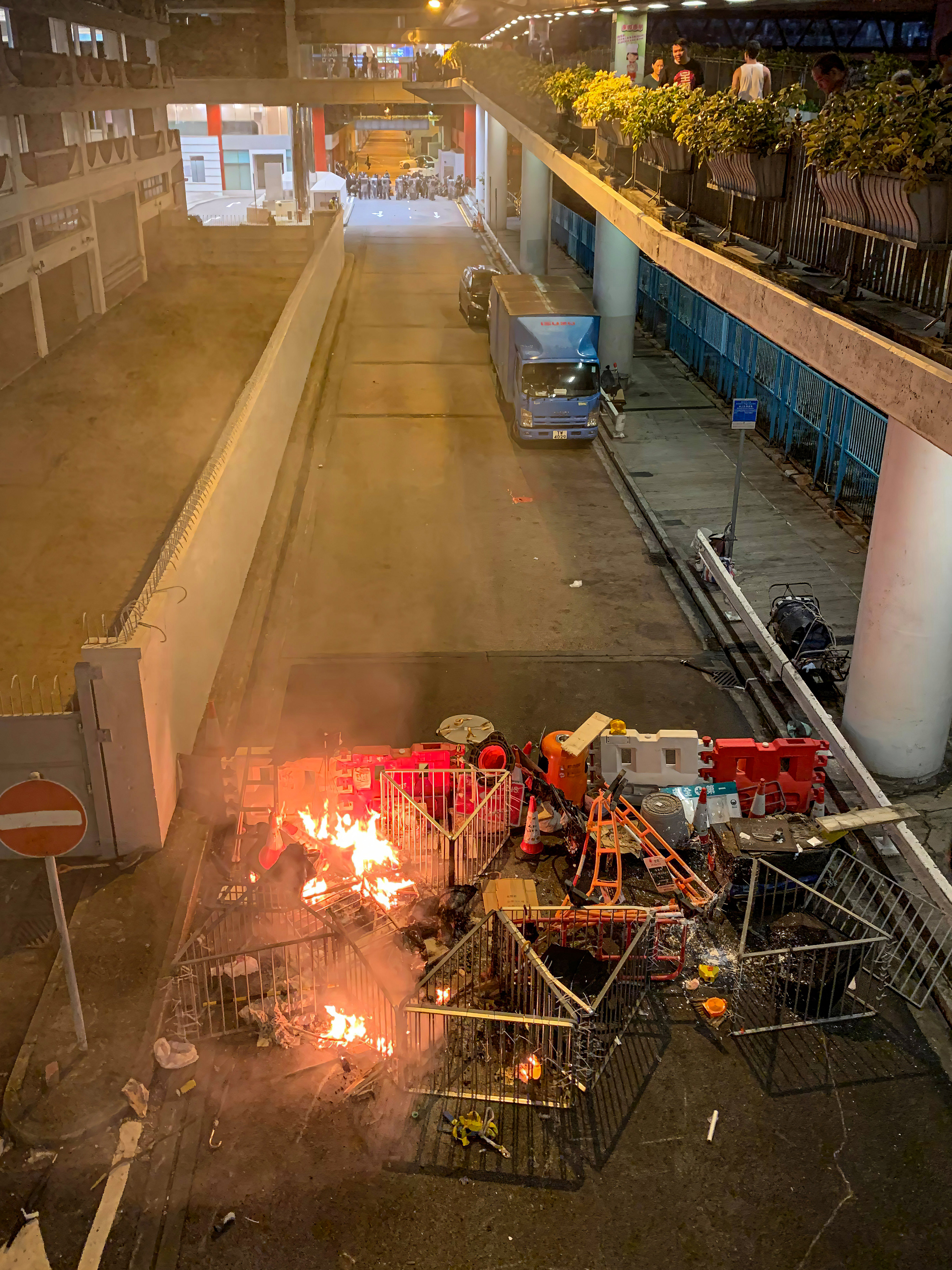
Người biểu tình đốt một số mặt hàng trong thời gian chờ đợi.

#### Khu Nguyên Lãng ủng hộ Bắc Kinh
Vào buổi tối, khi những cuộc ẩu đả ở Trung Hoàn đang diễn ra, những người đàn ông mặc áo sơ mi trắng và được trang bị những thanh sắt và bằng gỗ tập trung tại Nguyên Lãng, một thị trấn ở Tân Giới. Vào khoảng 10 giờ tối, chúng bắt đầu tấn công bừa bãi người dân và làm hỏng xe trên đường phố. Họ được cho là nhắm vào những người mặc đồ đen, trang phục cho cuộc biểu tình dân chủ trên đảo Hồng Kông, nhưng cũng đã tấn công các nhà báo và người ngoài cuộc, bao gồm một phụ nữ giữ một đứa trẻ và một phụ nữ mang thai.
Ngay sau đó, khoảng một trăm người đàn ông mặc áo trắng, chủ yếu đeo mặt nạ, xuất hiện tại ga xe lửa Nguyên Lãng và tấn công người dân một cách bừa bãi trong buổi hòa nhạc, trên sân ga và bên trong các khoang tàu. Hai sĩ quan cảnh sát đến lúc 10:52 đã rời khỏi nhà ga vì một số lý do khách quan. 30 sĩ quan cảnh sát đã đến nhà ga lúc 11:20 tối, nhưng những kẻ tấn công đã rời đi. Tuy nhiên, những kẻ tấn công áo trắng đã quay trở lại sau nửa đêm để phát động đợt tấn công thứ hai vào hành khách; không có cảnh sát nào có mặt tại hiện trường. Trong số những người bị thương có thành viên Hội đồng Lập pháp Lâm Trác Đình và hai phóng viên; thiết bị của một nhà báo khác cũng bị đập vỡ. Ít nhất 45 công dân phải nhập viện, trong đó có ba người trong tình trạng nghiêm trọng và một người trong tình trạng nguy kịch. Trong một tuyên bố ngay sau nửa đêm, chính phủ Hồng Kông đã lên án cả những kẻ tấn công và người biểu tình áo trắng vì những cuộc đối đầu và thương tích của họ mặc dù cảnh sát liên tục cảnh báo.
Trung tâm cuộc gọi của cảnh sát địa phương đã bị khủng hoảng bởi một loạt các cuộc gọi trong khoảng thời gian từ 10 giờ tối đến nửa đêm. Theo The Washington Post, có tới 24.000 cuộc gọi khẩn cấp đã được thực hiện liên quan đến các sự cố đêm đó. Trung tâm mua sắm Yoho, trung tâm mua sắm bên cạnh nhà ga Nguyên Lãng dường như cũng thất bại khi liên lạc cho cảnh sát. Hàng trăm người xuất hiện tại một đồn cảnh sát gần Nguyên Lãng để báo cáo vụ việc. Qua đêm, cảnh sát đã đối chất với bọn cướp ở làng Nam Biên Vi và tịch thu một số thanh thép, mặc dù không có vụ bắt giữ nào được thực hiện do thiếu bằng chứng. Sau những sự cố này, các phương tiện truyền thông tin tức khác nhau đã xuất bản các bộ phim tài liệu video chi tiết về dòng thời gian của các cuộc tấn công. Chiến thuật sử dụng bọn côn đồ "im lặng" đã nổi tiếng ở Trung Quốc đại lục.
Phản ứng chậm trễ của cảnh sát đối với các báo cáo về bạo lực đã bị chỉ trích nặng nề bởi các nhà hoạt động và các nhà lập pháp. Các quan chức đổ lỗi cho sự chậm trễ về các ràng buộc nhân sự do các cuộc biểu tình ở nơi khác trong khi Nhà lập pháp Eddie Chu nói rằng có "sự thông đồng rõ ràng giữa cảnh sát và các băng đảng." Các quan chức cảnh sát bác bỏ các cáo buộc và Trưởng đặc khu Lâm Trịnh Nguyệt Nga cho biết các cáo buộc hợp tác với các băng đảng xã hội đen là với bọn xã hội đen là "không có căn cứ" và "xúc phạm". Những cuộc tấn công này dường như lặp lại mô hình các cuộc tấn công của Hội Tam hoàng trong phong trào Ô dù 2014, khi đó cũng không có phản ứng kịp thời của cảnh sát.
Vào ngày hôm sau, 30 người biểu tình đã biểu tình tại đồn cảnh sát Nguyên Lãng để lên án các vụ tấn công và phản ứng của cảnh sát bị trì hoãn, cáo buộc thông đồng giữa cảnh sát và các băng đảng Hội Tam hoàng. Hàng trăm nhân viên xã hội sau đó đã diễu hành đến cùng đồn cảnh sát để báo cáo bạo lực. Nhà lập pháp Hà Quân Nghiêu bị cáo buộc liên quan đến các vụ tấn công. Nguyên Lãng trở thành phố ma sau vụ đụng độ.

#### Cảnh sát
Ngày 21 tháng 7, Cảnh sát Hồng Kông cho biết đang truy tìm 700 người được cho là chịu trách nhiệm kích động trong các vụ biểu tình xảy ra đối đầu bạo lực gần đây. 700 thanh niên đang bị truy lùng này chia thành hai nhóm. Nhóm 1 gồm từ 200 - 300 người tổ chức bạo lực. Họ xuất hiện ở hàng đầu như là những cảm tử quân, khiêu khích cảnh sát và sử dụng phương tiện và hành vi bạo lực tấn công vào rào chắn của cảnh sát. Sau đó, nhóm 1 rút lui, thay đồ và để những người khác tiến vào. Nhóm thứ 2, tạm gọi là nhóm hậu cần, có khoảng 500 người với vai trò cung cấp vật dụng cho nhóm 1 như nón bảo hiểm, kính bảo hộ, nước muối, băng gạc, gạch và gậy. Trước đó, các nhà hoạt động ở Đài Loan cho biết hơn 30 người biểu tình Hồng Kông, một số có liên quan đến việc chiếm và đập phá Hội đồng lập pháp Hồng Kông, đã đến Đài Loan ẩn náu.

### Ngày 26 tháng 7: Biểu tình ngồi ở sân bay

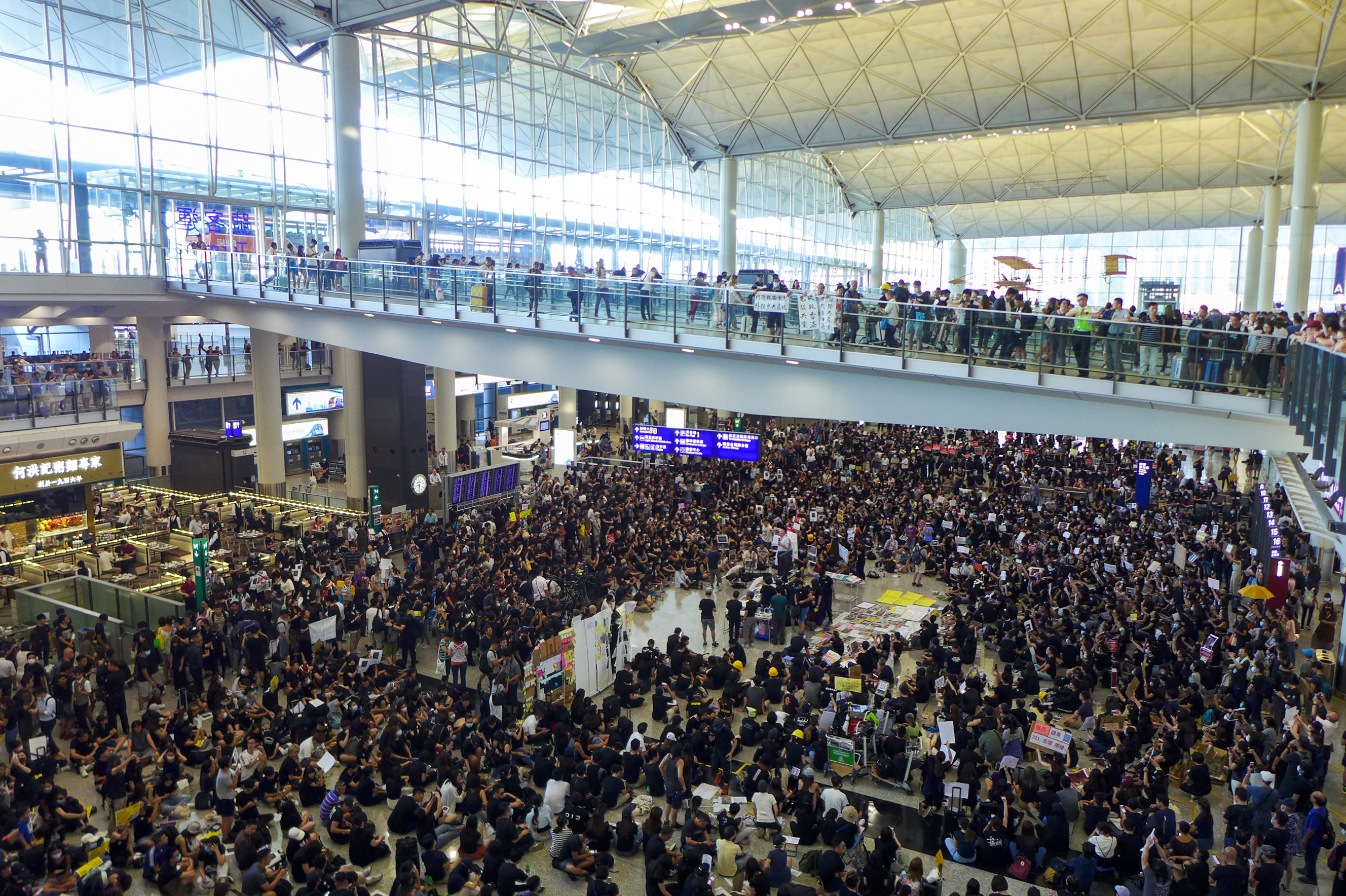
Cuộc biểu tình ngồi trong sảnh của Sân bay quốc tế Hồng Kông vào ngày 26 tháng 7.

Vào ngày 26 tháng 7, hàng nghìn người biểu tình trong đó có cả tiếp viên, nhiều công nhân ngành hàng không và Hiệp hội tiếp viên hàng không Cathay Pacific tập trung ở sân bay quốc tế Hồng Kông (HKIA), một trong những sân bay bận rộn nhất châu Á nhằm thu hút khách du lịch đến và nâng cao nhận thức về phong trào dân chủ đang diễn ra và tiếp tục phản đối dự luật sửa đổi "Người phạm tội bỏ trốn và Hỗ trợ pháp lý lẫn nhau về vấn đề hình sự", bất chấp trưởng đặc khu hành chính Lâm Trịnh Nguyệt Nga tuyên bố rằng dự luật "đã chết". Cảng vụ hàng không đã loại bỏ một số ghế để cung cấp thêm không gian cho người biểu tình, và đánh dấu các khu vực không được phép lảng vảng. An ninh và nhân viên bổ sung đã được triển khai.
Những người biểu tình đội mũ bảo hộ ngồi la liệt tại khu vực sảnh đón khách ủa Nhà ga số 1 ở sân bay, giơ các khẩu hiệu phản đối, đòi rút hoàn toàn dự luật dẫn độ sửa đổi. Một số còn hô to khẩu hiệu "Hồng Kông tự do" và "Chào mừng bạn đến Hồng Kông, hãy giữ an toàn", số khác còn phát tờ rơi cho các hành khách tại sân bay bằng nhiều ngôn ngữ, bao gồm tiếng Nhật và tiếng Trung giản thể để giải thích về những gì đang diễn ra tại đây.
Một kênh truyền hình cho thấy cảnh sát phản ứng đối với người biểu tình trong các cuộc biểu tình trước đó và bạo lực ở Nguyên Long. Bức tường Lennon cho phép người biểu tình để lại những thông điệp ủng hộ của chính họ. Một bản kiến nghị đã thu thập hơn 14.000 chữ ký của các nhân viên hàng không, khách du lịch và người dân, yêu cầu cảnh sát bắt giữ những người tham gia vào vụ bạo lực Nguyên Long và yêu cầu một cuộc điều tra độc lập về lực lượng được cho là quá mức mà cảnh sát sử dụng.

### Ngày 27 tháng 7
Ngày 27 tháng 7, cảnh sát đã ban bố lệnh cấm biểu tình ở Nguyên Lãng với lý do an toàn. Tuy nhiên, các nhà hoạt động khẳng định sẽ tiếp tục và đến 15h30, hàng nghìn người đã tụ tập trong cái nóng ngột ngạt với khẩu hiệu phản đối cảnh sát. Đây là động thái nhằm phản đối Hội Tam Hoàng và vụ côn đồ tấn công người biểu tình đêm 21 tháng 7. Đến khoảng 17 giờ, đám đông người biểu tình trở nên hỗn loạn. Cảnh sát được điều động bổ sung, yêu cầu mọi người ở hiện trường rời đi vì đây là hoạt động phi pháp. Tuy nhiên, đám đông vẫn đứng yên.

### Biểu tình ngày 28 tháng 7

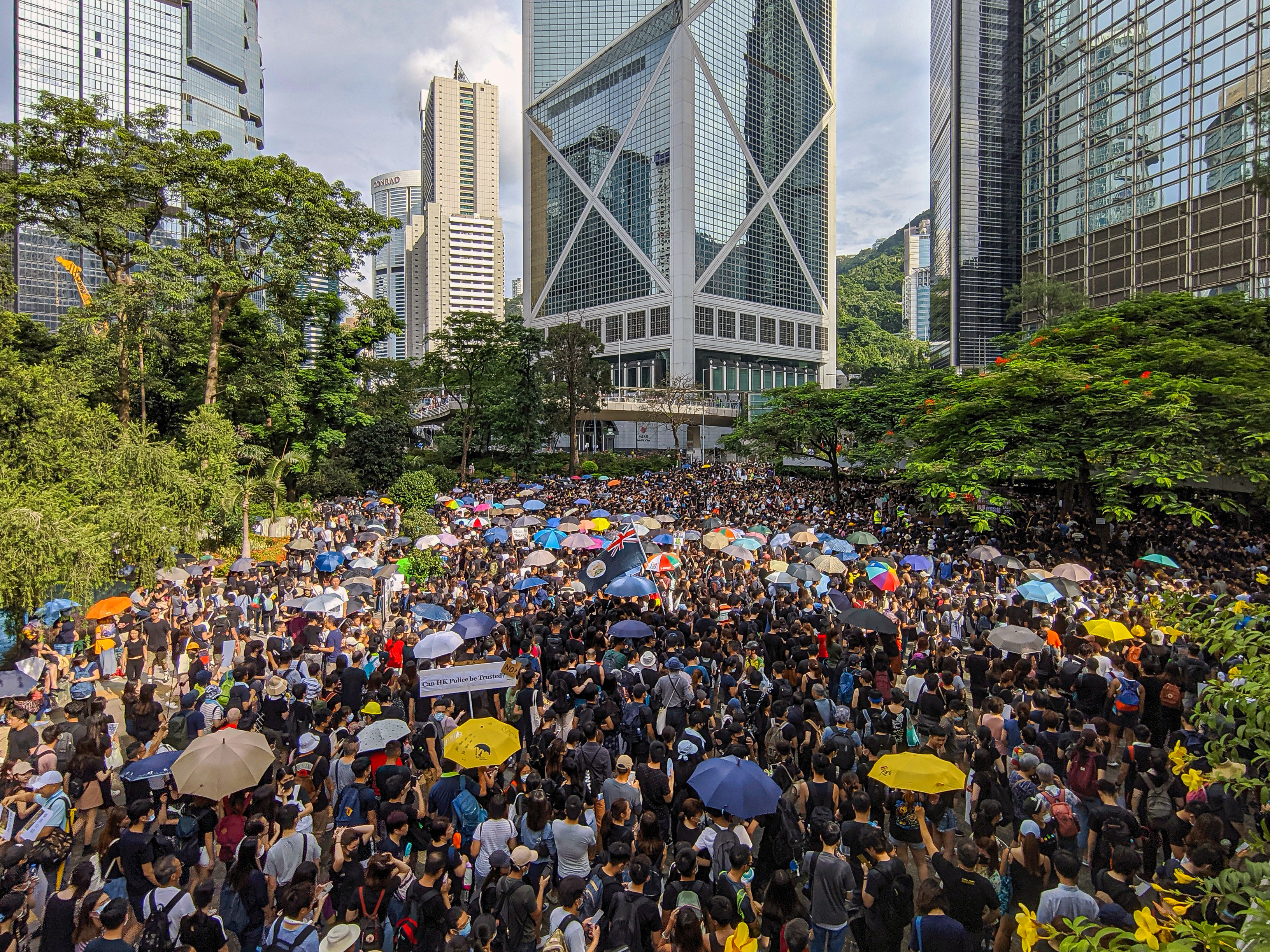
Người biểu tình ở Vườn Chater ngày 28 tháng 7.

Một ngày trước các cuộc biểu tình, cảnh sát đã chấp thuận biểu tình ngồi tại Vườn Chater, một công viên công cộng ở khu Trung tâm, nhưng cấm biểu tình tại khu Trung Hoàn. Vào ngày 28 tháng 7, hàng chục ngàn người biểu tình đã tập trung tại công viên và tuần hành trên đường phố về phía Vịnh Đồng La và Tây Loan bất chấp sự hạn chế của cảnh sát. Họ hô vang bằng tiếng Quảng Đông: "Cảnh sát Hồng Kông, cố tình vi phạm pháp luật" (tiếng Trung Quốc: 香港警察，知法犯法) và "Giải phóng Hồng Kông, cuộc cách mạng của thời đại chúng ta" (tiếng Trung Quốc: 光復香港，時代革命).

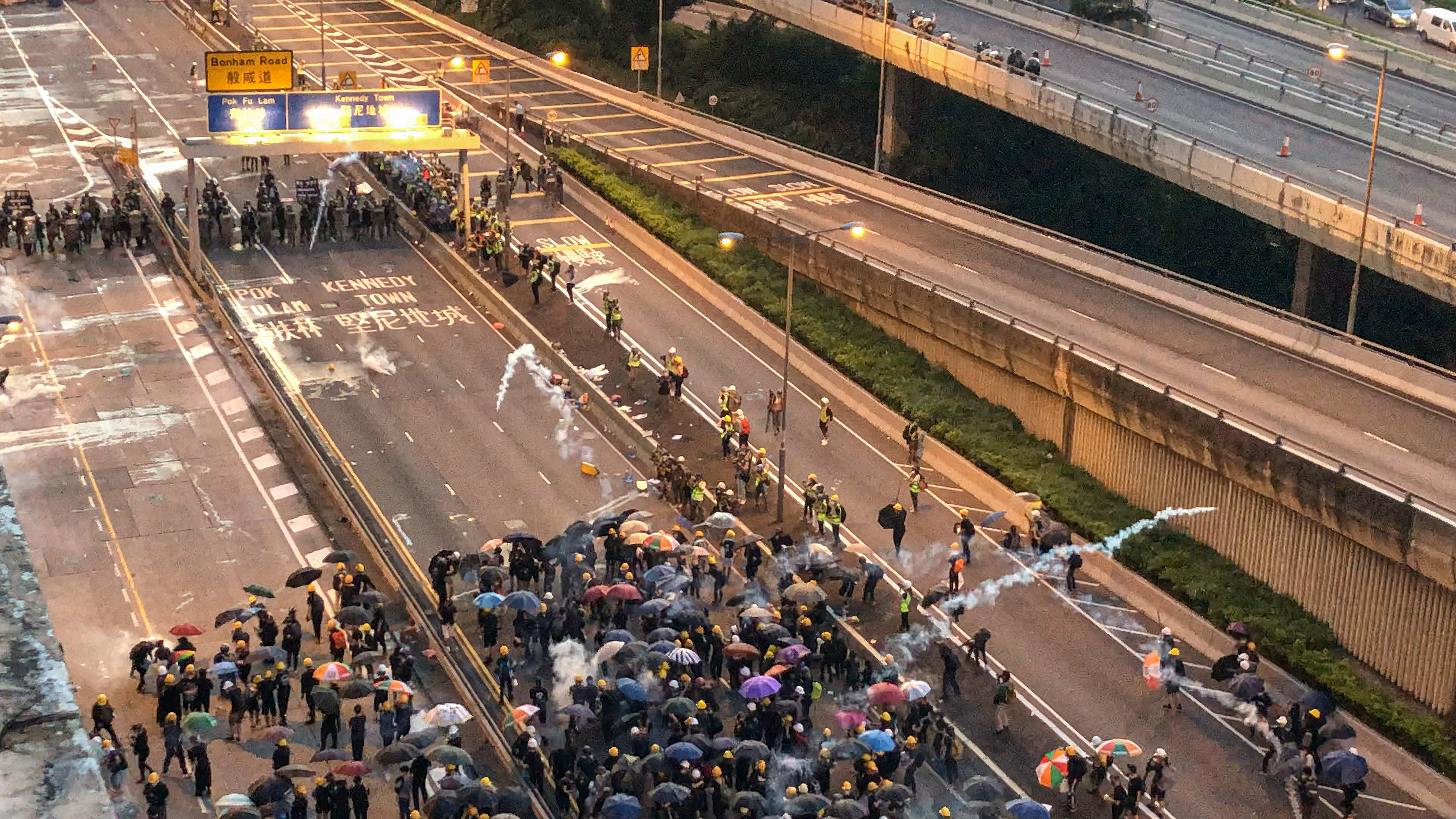
Cảnh sát bắn hơi cay vào người biểu tình vào ngày 28 tháng 7.

Người biểu tình đến đường Hennessy, bên ngoài Sogo Hong Kong và dựng các chướng ngại vật. Đồng thời, một nhóm nhỏ hơn khoảng 200 người biểu tình đi về phía tây tới Văn phòng Liên lạc của Chính phủ Trung Quốc. Cảnh sát và cảnh sát chống bạo động đã đến ngay sau đó, cảnh báo những người biểu tình về "hội bất hợp pháp."
Vào ban đêm, cuộc nổi dậy đã phát triển thành các cuộc đụng độ dữ dội. Cảnh sát đã bắn nhiều vòng hơi cay, đạn cao su, lựu đạn bọt biển và bình xịt hơi cay để giải tán người biểu tình. Cảnh sát tuyên bố rằng những người biểu tình đã tháo lan can đường phố, ném gạch, đốt lửa, đẩy một chiếc xe đẩy kim loại bằng giấy lửa và sử dụng máy phóng hình chữ Y để bắn những quả bóng kim loại về phía cảnh sát. Ít nhất 16 người bị thương và 49 người bị bắt vì bạo loạn và sở hữu vũ khí tấn công. Tuy nhiên, hàng trăm cảnh sát vũ trang đã được tăng cường từ trước và chặn được dòng người tiếp cận tòa nhà. Về phần mình, nhà chức trách khẳng định sẽ điều tra kỹ lưỡng các vụ tấn công nhưng bác bỏ cáo buộc "thông đồng với phần tử xấu".

### 30 và 31 tháng 7: Cuộc biểu tình đoàn kết
Vào ngày 30 tháng 7, hàng trăm người biểu tình đã tập trung bên ngoài đồn cảnh sát Quy Cung sau khi có tin rằng phần lớn trong số 49 người bị bắt trong cuộc đối đầu với cảnh sát vào Chủ nhật tại Trung Hoàn sẽ bị buộc tội bạo loạn với một tội phạm bị trừng phạt mười năm tù. Cảnh sát đã sử dụng bình xịt hơi cay và dùi cui để giải tán đám đông. Một sĩ quan cảnh sát bị bao vây được nhìn thấy đang chĩa một khẩu súng chứa đạn bao đậu vào người biểu tình. Cảnh sát nói rằng viên cảnh sát đã "bảo vệ tính mạng và sự an toàn cá nhân của anh ta".
Các cuộc biểu tình đoàn kết tương tự đã xảy ra bên ngoài đồn cảnh sát Thiên Thủy Loan, nơi hàng trăm người đã tụ tập để hỗ trợ hai thanh niên bị bắt trong một cuộc ẩu đả tại Bức tường Lennon. Trong cuộc biểu tình, pháo hoa được phóng ra từ một phương tiện đang di chuyển vào đám đông. Ít nhất 10 người bị thương trong vụ tấn công. Không có vụ bắt giữ nào được thực hiện.
Những người biểu tình ủng hộ dân chủ đã làm gián đoạn hệ thống giao thông công cộng của thành phố, dẫn đến sự chậm trễ và đình chỉ một phần dịch vụ tàu điện ngầm tại một số nhà ga.
Vào ngày 31 tháng 7, những người biểu tình đã tập trung tại Tòa án Quận Đông để hỗ trợ 44 người sẽ phải đối mặt với các cáo buộc bạo loạn. Tổ chức Ân xá Quốc tế cũng đưa ra một tuyên bố, gọi các định nghĩa về bạo loạn bất hợp pháp theo luật Hồng Kông là "rộng đến mức họ không đạt được tiêu chuẩn quốc tế" và nói thêm rằng "rất đáng nghi ngờ rằng các cá nhân phải đối mặt với các cáo buộc một cơ hội công bằng để tự bảo vệ mình tại phiên tòa." Một nhóm các công tố viên địa phương cũng đã công bố một lá thư công khai, khẳng định rằng quyết định truy tố là có động cơ chính trị vì nó đã thất bại trong hai tiêu chí về việc liệu có bằng chứng đầy đủ và triển vọng của việc kết án hay liệu nó có phù hợp với lợi ích công cộng hay không.